# Lijst van straten en pleinen in Brussel
Dit is een lijst van straten en pleinen, niet alleen in de stad Brussel maar waar dan ook in het Brusselse Hoofdstedelijke Gewest in België. De lijst is niet compleet.

## Straten en pleinen in Brussel
| Nederlands                                 | Brussels       | Frans                                     | wijk                                          | gemeente | bijzonderheden |
| ------------------------------------------ | -------------- | ----------------------------------------- | --------------------------------------------- | --- | --- |
| Aakaai                                     |                | quai d'Aa                                 |                                               | Anderlecht | |
| Aalbessengang                              |                | impasse des Groseilles                    | Vijfhoek                                      | Brussel | |
| Aalststraat                                |                | rue d’Alost                               | Vijfhoek                                      | Brussel | |
| Aanaardingsstraat                          |                | rue du Remblai                            | Vijfhoek                                      | Brussel | ook Aanvullingsstraat |
| Aanbeeldstraat                             |                | rue de l'Enclume                          |                                               | Sint-Joost-ten-Node | ook Aambeeldstraat |
| Aardbeienstraat                            |                | rue des Fraises                           |                                               | Anderlecht | |
| Aardkrekellaan                             |                | avenue des Courtilières                   |                                               | Watermaal-Bosvoorde | |
| Aarlenstraat                               |                | rue d’Arlon                               |                                               | Elsene, Brussel | |
| Aarschotstraat                             |                | rue d'Aerschot                            |                                               | Schaarbeek, Sint-Joost-ten-Node | eertijds Vrijheidsstraat, vervolgens Keulschestraat (verwijzing naar spoorlijn van Brussel naar Keulen), in 1919 herdoopt tot Aarschotstraat, ter ere van de vele burgers die de Duitsers vermoord hadden in Aarschot tijdens de Eerste Wereldoorlog |
| Aartshertogenlaan                          |                | avenue des Archiducs                      |                                               | Watermaal-Bosvoorde | |
| Aartshertogensquare                        |                | square des Archiducs                      |                                               | Watermaal-Bosvoorde | |
| Aastraat                                   |                | rue d'Aa                                  |                                               | Anderlecht | |
| Abdijstraat                                |                | rue de l’Abbaye                           |                                               | Brussel, Elsene | |
| Abdij van Dieleghemstraat                  |                | rue de l'Abbaye de Dieleghem              |                                               | Jette | |
| Abdissenstraat                             |                | rue des Abbesses                          |                                               | Vorst | |
| Abelenlaan                                 |                | avenue des Trembles                       |                                               | Brussel (Laken) | |
| Abrikozenboomstraat                        | Bloempanchgang | rue de l'Abricotier                       | Vijfhoek                                      | Brussel | |
| Acaciagaarde                               |                | clos des Acacias                          |                                               | Sint-Pieters-Woluwe | |
| Acaciasplein                               |                | place des Acacias                         |                                               | Etterbeek | |
| Acanthussenstraat                          |                | rue des Acanthes                          |                                               | Watermaal-Bosvoorde | |
| Achille Detiennestraat                     |                | rue Achille Detienne                      |                                               | Schaarbeek | |
| Achille Jonasstraat                        |                | rue Achille Jonas                         |                                               | Anderlecht | |
| Achille Reisdorfflaan                      |                | avenue Achille Reisdorff                  |                                               | Ukkel | |
| Accolaystraat                              |                | rue d'Accolay                             | Vijfhoek                                      | Brussel | |
| Adolf De Brandtstraat                      |                | rue Adolf De Brandt                       |                                               | Evere | |
| Adolphe Buyllaan                           |                | avenue Adolphe Buyl                       |                                               | Elsene | |
| Adolphe Demeurlaan                         |                | avenue Adolphe Demeur                     |                                               | Sint-Gillis | |
| Adolphe Dupuichlaan                        |                | avenue Adolphe Dupuich                    |                                               | Ukkel | |
| Adolphe Kellerstraat                       |                | rue Adolphe Keller                        |                                               | Oudergem | |
| Adolphe Lacomblélaan                       |                | avenue Adolphe Lacomblé                   |                                               | Schaarbeek | vernoemd naar de schilder Adolphe Lacomblé |
| Adolphe Lavalléestraat                     |                | rue Adolphe Lavallée                      |                                               | Sint-Jans-Molenbeek | |
| Adolphe Marbotinstraat                     |                | rue Adolphe Marbotin                      |                                               | Schaarbeek | |
| Adolphe Mathieustraat                      |                | rue Adolphe Mathieu                       |                                               | Elsene | |
| Adolphe Maxlaan                            |                | boulevard Adolphe Max                     | Vijfhoek                                      | Brussel | |
| Adolphe Prinsstraat                        |                | rue Adolphe Prins                         |                                               | Anderlecht | |
| Adolphe Roobaertstraat                     |                | rue Adolphe Roobaert                      |                                               | Ganshoren | |
| Adolphe Saxplein                           |                | place Adolphe Sax                         |                                               | Elsene | |
| Adolphe Vandenschrieckstraat               |                | rue Adolphe Vandenschrieck                |                                               | Jette | |
| Adolphe Wansartlaan                        |                | avenue Adolphe Wansart                    |                                               | Ukkel | |
| Adolphe Willemynsstraat                    |                | rue Adolphe Willemyns                     |                                               | Anderlecht | |
| Adonissenpad                               |                | Sentier des Adonides                      |                                               | Brussel | |
| Adrien Bayetlaan                           |                | avenue Adrien Bayet                       |                                               | Brussel (Laken) | |
| Aduatiekersstraat                          |                | rue des Aduatiques                        |                                               | Etterbeek | ook Aduatukersstraat, vernoemd naar de Aduatuci |
| Afrikastraat                               |                | rue Africaine                             |                                               | Elsene, Sint-Gillis | ook Afrikaanse Straat |
| Agavendreef                                |                | drève des Agaves                          |                                               | Anderlecht | |
| Agronoomstraat                             |                | rue de l'Agronome                         |                                               | Anderlecht | |
| Agoragalerij                               |                | galerie Agora                             | Vijfhoek                                      | Brussel | |
| Ahornbomenstraat                           |                | rue des Érables                           |                                               | Etterbeek | |
| Aiglonlaan                                 |                | avenue de l'Aiglon                        |                                               | Ukkel | |
| Aimé Dandoyplein                           |                | place Aimé Dandoy                         |                                               | Etterbeek | |
| Aimé Smekensstraat                         |                | rue Aimé Smekens                          |                                               | Schaarbeek | |
| Air Marshal Coninghamlaan                  |                | avenue Air Marshal Coningham              |                                               | Brussel, Elsene | |
| Akenkaai                                   |                | quai des Péniches                         |                                               | Brussel | |
| Akkoordstraat                              |                | rue de l'Accord                           |                                               | Sint-Jans-Molenbeek | |
| Albaniëstraat                              |                | rue d'Albanie                             |                                               | Sint-Gillis | |
| Albatroslaan                               |                | avenue des Albatros                       |                                               | Sint-Pieters-Woluwe | |
| Albert Brachetlaan                         |                | avenue Albert Brachet                     |                                               | Brussel (Laken), Jette | |
| Albert Crommelynckgaarde                   |                | clos Albert Crommelynck                   |                                               | Oudergem | |
| Albert De Baststraat                       |                | rue Albert De Bast                        |                                               | Ganshoren | |
| Albert De Costerlaan                       |                | avenue Albert De Coster                   |                                               | Anderlecht | |
| Albert de Latourstraat                     |                | rue Albert de Latour                      |                                               | Schaarbeek | |
| Albert De Meyerstraat                      |                | rue Albert De Meyer                       |                                               | Brussel (Laken) | |
| Albert Desenfanslaan                       |                | avenue Albert Desenfans                   |                                               | Schaarbeek | |
| Albert Devèzesquare                        |                | square Albert Devèze                      |                                               | Elsene | |
| Albert Dilliestraat                        |                | rue Albert Dillie                         |                                               | Koekelberg | |
| Albert Dumontlaan                          |                | avenue Albert Dumont                      |                                               | Sint-Lambrechts-Woluwe | |
| Albert-Elisabethlaan                       |                | avenue Albert-Elisabeth                   |                                               | Sint-Lambrechts-Woluwe | |
| Albert en Marie-Louise Servais-Kinetstraat |                | rue Albert et Marie-Louise Servais-Kinet  |                                               | Sint-Lambrechts-Woluwe | |
| Albert Giraudlaan                          |                | avenue Albert Giraud                      |                                               | Schaarbeek | |
| Albert II-park                             |                | parc Albert II                            |                                               | Elsene | |
| Albertinaplein                             |                | place de l'Albertine                      | Vijfhoek                                      | Brussel | |
| Albert I-square                            |                | square Albert I                           |                                               | Anderlecht | |
| Albert Jonnartlaan                         |                | avenue Albert Jonnart                     |                                               | Sint-Lambrechts-Woluwe | |
| Albert Kringsstraat                        |                | rue Albert Krings                         |                                               | Oudergem | |
| Albertlaan                                 |                | avenue Albert                             |                                               | Vorst, Ukkel | |
| Albert Lacroixstraat                       |                | rue Albert Lacroix                        |                                               | Ganshoren | |
| Albert Lancasterlaan                       |                | avenue Albert Lancaster                   |                                               | Ukkel | |
| Albert Leemansplein                        |                | placeAlbert Leeman                        |                                               | Elsene | |
| Albert Marinusgaarde                       |                | clos Albert Marinus                       |                                               | Sint-Lambrechts-Woluwe | |
| Albert Meunierstraat                       |                | rue Albert Meunier                        |                                               | Oudergem | |
| Albert Meuricestraat                       |                | rue Albert Meurice                        |                                               | Etterbeek | |
| Alberto Santos Dumontgaarde                |                | clos Alberto Santos Dumont                |                                               | Sint-Pieters-Woluwe | |
| Albertpark                                 |                | parc Albert                               |                                               | Sint-Jans-Molenbeek | |
| Albertplein                                |                | place Albert                              |                                               | Vorst | |
| Albertstraat                               |                | rue Albert                                |                                               | Brussel (Laken) | |
| Albert Vanderkinderestraat                 |                | rue Albert Vanderkindere                  |                                               | Sint-Jans-Molenbeek | |
| Albert Verhaerensquare                     |                | square Albert Verhaeren                   |                                               | Elsene | |
| Albertynlaan                               |                | avenue Albertyn                           |                                               | Sint-Lambrechts-Woluwe | |
| Alchemiststeeg                             |                | venelle de l'Alchimiste                   |                                               | Brussel (Neder-Over-Heembeek) | |
| Alcyonsstraat                              |                | rue des Alcyons                           |                                               | Sint-Agatha-Berchem | |
| Alderson Jeuniaustraat                     |                | rue Alderson Jeuniau                      |                                               | Oudergem | |
| Alexander Poesjkinplein                    |                | place Alexandre Pouchkine                 |                                               | Brussel (Laken) | |
| Alexandre Bertrandlaan                     |                | avenue Alexandre Bertrand                 |                                               | Vorst | |
| Alexandre De Craenestraat                  |                | rue Alexandre De Craene                   |                                               | Schaarbeek | |
| Alexandre Galopinlaan                      |                | avenue Alexandre Galopin                  |                                               | Etterbeek | |
| Alexandre Markelbachstraat                 |                | rue Alexandre Markelbach                  |                                               | Schaarbeek | |
| Alexandre Pierrardstraat                   |                | rue Alexandre Pierrard                    |                                               | Anderlecht | |
| Alexandreplein                             |                | square Alexandre                          |                                               | Sint-Pieters-Woluwe | |
| Alexis Mousinstraat                        |                | rue Alexis Mousin                         |                                               | Sint-Pieters-Woluwe | |
| Alexis Willemstraat                        |                | rue Alexis Willem                         |                                               | Oudergem | |
| Alex Marcettestraat                        |                | rue Alex Marcette                         |                                               | Etterbeek | |
| Aleyde van Brabantdreef                    |                | drève Aleyde de Brabant                   |                                               | Sint-Pieters-Woluwe | |
| Alfons Vande Maelestraat                   |                | Alphonse Vande Maelestraat                |                                               | Evere | |
| Alfons Vanden Bosschestraat                |                | rue Alphonse Vanden Bossche               |                                               | Evere | |
| Alfred Bastienlaan                         |                | avenue Alfred Bastien                     |                                               | Oudergem | |
| Alfred Cluysenaarstraat                    |                | rue Alfred Cluysenaar                     |                                               | Sint-Gillis | |
| Alfred Doulceronstraat                     |                | rue Alfred Doulceron                      |                                               | Ganshoren | |
| Alfred Duboisstraat                        |                | rue Alfred Dubois                         |                                               | Sint-Jans-Molenbeek | |
| Alfred Gironstraat                         |                | rue Alfred Giron                          |                                               | Elsene | |
| Alfred Hitchcockweg                        |                | chemin Alfred Hitchcock                   |                                               | Jette | |
| Alfred Madouxlaan                          |                | avenue Alfred Madoux                      |                                               | Sint-Pieters-Woluwe | |
| Alfred Orbanstraat                         |                | rue Alfred Orban                          |                                               | Vorst | |
| Alfred Solvaylaan                          |                | avenue Alfred Solvay                      |                                               | Watermaal-Bosvoorde | |
| Alfred Stevensstraat                       |                | rue Alfred Stevens                        |                                               | Brussel (Laken) | |
| Algarvegaarde                              |                | clos de de l'Algarve                      |                                               | Evere | |
| Algemeen Stemrechtlaan                     |                | avenue du Suffrage Universel              |                                               | Schaarbeek | |
| Allardstraat                               |                | rue Allard                                |                                               | Schaarbeek | |
| Almaplein                                  |                | place de l'Alma                           |                                               | Sint-Lambrechts-Woluwe | |
| Almawandeling                              |                | promenade de l'Alma                       |                                               | Sint-Lambrechts-Woluwe | |
| Aloïs Verstraetenstraat                    |                | rue Aloïs Verstraeten                     |                                               | Jette | |
| Alpenklokjeshoek                           |                | clos des Soldanelles                      |                                               | Anderlecht | |
| Alphonse Asselbergsstraat                  |                | rue Alphonse Asselbergs                   |                                               | Ukkel | |
| Alphonse Balisstraat                       |                | rue Alphonse Balis                        |                                               | Sint-Pieters-Woluwe | vernoemd naar een gesneuvelde sergeant van het 2e Linieregiment, Alphonse Balis (1886–1918) |
| Alphonse De Wittestraat                    |                | rue Alphonse De Witte                     |                                               | Elsene | |
| Alphonse Demunterstraat                    |                | rue Alphonse Demunter                     |                                               | Anderlecht | |
| Alphonse en Maurice Hellinckxstraat        |                | rue Alphonse et Maurice Hellinckx         |                                               | Ganshoren | |
| Alphonse Hottatstraat                      |                | rue Alphonse Hottat                       |                                               | Elsene | |
| Alphonse Lemmensplein                      |                | place Alphonse Lemmens                    |                                               | Anderlecht | |
| Alphonse Renardstraat                      |                | rue Alphonse Renard                       |                                               | Elsene, Ukkel | |
| Alphonse Valkenerslaan                     |                | avenue Alphonse Valkeners                 |                                               | Oudergem | |
| Alphonse Vandenpeereboomstraat             |                | rue Alphonse Vandenpeereboom              |                                               | Sint-Jans-Molenbeek | |
| Alphonse Wautersstraat                     |                | rue Alphonse Wauters                      |                                               | Brussel (Laken) | |
| Alphonse XIII-laan                         |                | avenue Alphonse XIII                      |                                               | Ukkel | |
| Amandelbomenlaan                           |                | avenue des Amandiers                      |                                               | Brussel (Laken) | niet te verwarren met de Amandelbomenlaan in Sint-Jans-Molenbeek |
| Amandelbomenlaan                           |                | avenue des Amandiers                      |                                               | Sint-Jans-Molenbeek | niet te verwarren met de Amandelbomenlaan in Brussel (Laken) |
| Amarantenhof                               |                | cours Amarante                            |                                               | Sint-Pieters-Woluwe | |
| Amarantlaan                                |                | avenue de l'Amarante                      |                                               | Brussel (Laken) | |
| Amaryllissenstraat                         |                | rue des Amaryllis                         |                                               | Ganshoren | |
| Amazonestraat                              |                | rue de l'Amazone                          |                                               | Elsene, Sint-Gillis | |
| Ambachtengang                              |                | impasse des Métiers                       | Vijfhoek                                      | Brussel | |
| Ambachtsliedenstraat                       |                | rue des Artisans                          |                                               | Elsene | |
| Ambassadeur Van Vollenhovenlaan            |                | avenue Ambassadeur Van Vollenhoven        |                                               | Schaarbeek | |
| Ambiorixsquare                             |                | square Ambiorix                           |                                               | Brussel | |
| Amblèvestraat                              |                | rue de l'Amblève                          |                                               | Oudergem | |
| Amédée Lynenstraat                         |                | rue Amédée Lynen                          |                                               | Sint-Joost-ten-Node | |
| Amélie Gomandstraat                        |                | rue Amélie Gomand                         |                                               | Jette | |
| Amerikastraat                              |                | rue Américaine                            |                                               | Sint-Gillis, Elsene | ook Amerikaanse Straat |
| Amethistsquare                             |                | square de l'Améthyste                     |                                               | Brussel (Laken) | |
| Amethiststraat                             |                | rue de l'Améthyste                        |                                               | Brussel (Laken) | |
| Amforalaan                                 |                | avenue de l'Amphore                       |                                               | Brussel (Laken) | |
| Amnesty Internationalplein                 |                | rond-point Amnesty International          |                                               | Brussel (Laken) | |
| Anatole Francestraat                       |                | rue Anatole France                        |                                               | Schaarbeek | |
| Andalusiëlaan                              |                | avenue de l'Andalousie                    |                                               | Evere | |
| Andennestraat                              |                | rue d'Andenne                             |                                               | Sint-Gillis | |
| Anderlechtsepoort                          |                | porte d’Anderlecht                        | Vijfhoek                                      | Brussel | |
| Anderlechtse-Weggevoerdenstraat            |                | rue des Déportés Anderlechtois            |                                               | Anderlecht | ook Anderlechtse-Weggevoerdestraat |
| André Baillonstraat                        |                | rue André Baillon                         |                                               | Vorst | |
| André Bertulotstraat                       |                | rue André Bertulot                        |                                               | Sint-Joost-ten-Node | |
| André Crabbestraat                         |                | rue André Crabbe                          |                                               | Sint-Lambrechts-Woluwe | |
| André Drouartlaan                          |                | avenue André Drouart                      |                                               | Oudergem | |
| André Duchêneplein                         |                | place André Duchêne                       |                                               | Oudergem | |
| Andrée Payfa-Fosseprezplein                |                | place Andrée Payfa-Fosseprez              |                                               | Watermaal-Bosvoorde | |
| André Fauchillestraat                      |                | rue André Fauchille                       |                                               | Sint-Pieters-Woluwe | |
| André Hennebicqstraat                      |                | rue André Hennebicq                       |                                               | Vorst | vernoemd naar de schilder André Hennebicq |
| André Lagassegaarde                        |                | clos André Lagasse                        |                                               | Sint-Lambrechts-Woluwe | |
| André Rappegaarde                          |                | clos André Rappe                          |                                               | Sint-Lambrechts-Woluwe | |
| André Ryckmanslaan                         |                | avenue André Ryckmanslaan                 |                                               | Ukkel | |
| André Van Hasseltstraat                    |                | rue André Van Hasselt                     |                                               | Schaarbeek, Sint-Joost-ten-Node | |
| Andrimontlaan                              |                | avenue d'Andrimont                        |                                               | Ukkel | |
| Andromedalaan                              |                | avenue Andromède                          |                                               | Sint-Lambrechts-Woluwe | |
| Anemoonstraat                              |                | rue de l'Anémone                          |                                               | Ukkel | |
| Anjelierenstraat                           |                | rue des Oeillets                          | Vijfhoek                                      | Brussel | |
| Anjoudreef                                 |                | drève d'Anjou                             |                                               | Ukkel, Vorst | |
| Anjougaarde                                |                | coteau d'Anjou                            |                                               | Sint-Pieters-Woluwe | |
| Ankerstraat                                |                | rue de l'Ancre                            |                                               | Brussel (Neder-Over-Heembeek) | |
| Anneessensplein                            |                | place Anneessens                          | Vijfhoek                                      | Brussel | |
| Anneessensstraat                           |                | rue Anneessens                            | Vijfhoek                                      | Brussel | |
| Anoulstraat                                |                | rue Anoul                                 |                                               | Elsene | |
| Anspachlaan                                |                | boulevard Anspach                         | Vijfhoek                                      | Brussel | |
| Antilopestraat                             |                | rue de l'Antilope                         |                                               | Ukkel | |
| Antoine Baeckstraat                        |                | rue Antoine Baeck                         |                                               | Jette | |
| Antoine Bréartstraat                       |                | rue Antoine Bréart                        |                                               | Sint-Gillis, Vorst | |
| Antoine Clessestraat                       |                | rue Antoine Clesse                        |                                               | Brussel (Laken) | vernoemd naar de dichter Antoine Clesse |
| Antoine Courtstraat                        |                | rue Antoine Court                         |                                               | Koekelberg | |
| Antoine Dansaertstraat                     |                | rue Antoine Dansaert                      | Vijfhoek                                      | Brussel | |
| Antoine Depagelaan                         |                | avenue Antoine Depage                     |                                               | Brussel, Elsene | |
| Antoine de Saint-Exupérylaan               |                | avenue Antoine de Saint-Exupéry           |                                               | Sint-Pieters-Woluwe | |
| Antoine Delporteplein                      |                | place Delporte                            |                                               | Sint-Gillis | |
| Antoine Gautierstraat                      |                | rue Antoine Gautier                       |                                               | Etterbeek | |
| Antoine Gilsonplein                        |                | place Gilson                              |                                               | Watermaal-Bosvoorde | |
| Antoine-Joseph Slegerslaan                 |                | avenue Antoine-Joseph Slegers             |                                               | Sint-Lambrechts-Woluwe | |
| Antoine Labarrestraat                      |                | rue Antoine Labarre                       |                                               | Elsene | |
| Antoine Nysstraat                          |                | rue Antoine Nys                           |                                               | Anderlecht | |
| Antoine Vandergotenstraat                  |                | rue Antoine Vandergoten                   |                                               | Oudergem | |
| Antoine Vanlindtsquare                     |                | square Antoine Vanlindt                   |                                               | Oudergem | |
| Antonius Dewinterstraat                    |                | rue Antonius Dewinter                     |                                               | Oudergem | |
| Antoon van Osslaan                         |                | avenue Antoon van Oss                     | Ransbeek-Heembeek                             | Brussel (Neder-Over-Heembeek) | |
| Antwerpselaan                              |                | boulevard d'Anvers                        | Vijfhoek                                      | Brussel | |
| Apollosquare                               |                | square Apollo                             |                                               | Schaarbeek | |
| Appelbloesemgaarde                         |                | clos des Pommiers Fleuris                 |                                               | Oudergem | |
| Appelboomstraat                            |                | rue du Pommier                            |                                               | Anderlecht | |
| Aprillaan                                  |                | avenue d'Avril                            |                                               | Sint-Lambrechts-Woluwe | |
| Aquaductstraat                             |                | rue de l'Aqueduc                          |                                               | Sint-Gillis, Elsene | in Elsene Waterleidingsstraat genoemd, doorlopende huisnummering |
| Aquilonlaan                                |                | avenue de l'Aquilon                       |                                               | Sint-Lambrechts-Woluwe | |
| Aragonstraat                               |                | rue d'Aragon                              |                                               | Sint-Lambrechts-Woluwe | |
| Araucarialaan                              |                | avenue de l'Araucaria                     |                                               | Brussel (Laken) | |
| Arbeidsdoorgang                            |                | passage du Travail                        | Vijfhoek                                      | Brussel | door het Zuidpaleis tussen Stalingradlaan en Maurice Lemonnierlaan |
| Arbeidsstraat                              |                | rue du Labeur                             |                                               | Anderlecht | niet te verwarren met elkaar |
| Arbeidsstraat                              |                | rue du Travail                            |                                               | Brussel | niet te verwarren met elkaar |
| Arcadenplein                               |                | place des Arcades                         |                                               | Watermaal-Bosvoorde | |
| Arcadenstraat                              |                | rue des Arcades                           |                                               | Watermaal-Bosvoorde | |
| Archiefstraat                              |                | rue des Archives                          |                                               | Watermaal-Bosvoorde | |
| Archimedesstraat                           |                | rue Archimède                             |                                               | Brussel | |
| Ardennestraat                              |                | rue d'Ardenne                             |                                               | Brussel | |
| Ardense Jagersplein                        |                | place des Chasseurs Ardennais             |                                               | Schaarbeek | |
| Arduinkaai                                 |                | quai aux Pierres de Tailles               | Vijfhoek (Kaaienwijk)                         | Brussel | |
| Arenbergstraat                             |                | rue d'Arenberg                            | Vijfhoek                                      | Brussel | |
| Arendlaan                                  |                | avenue de l'Aigle                         |                                               | Sint-Pieters-Woluwe | |
| Argonnestraat                              |                | rue de l'Argonne                          |                                               | Sint-Gillis | |
| Argussenlaan                               |                | avenue des Argus                          |                                               | Oudergem | |
| Arianelaan                                 |                | avenue Ariane                             |                                               | Sint-Lambrechts-Woluwe | |
| Aristide Briandlaan                        |                | boulevard Aristide Briand                 |                                               | Anderlecht | |
| Armand Campenhoutstraat                    |                | rue Armand Campenhout                     |                                               | Elsene | niet te verwarren met de Van Campenhoutstraat in Brussel |
| Armand De Neuterstraat                     |                | rue Armand De Neuter                      |                                               | Sint-Agatha-Berchem | |
| Armand de Roostraat                        |                | rue Armand de Roo                         |                                               | Schaarbeek | |
| Armand de Saulnierstraat                   |                | rue Armand de Saulnier                    |                                               | Sint-Jans-Molenbeek | |
| Armand Huysmanslaan                        |                | avenue Armand Huysmans                    |                                               | Elsene | |
| Armand Scheitlerlaan                       |                | avenue Armand Scheitler                   |                                               | Sint-Pieters-Woluwe | |
| Armand Steurssquare                        |                | square Armand Steurs                      |                                               | Sint-Joost-ten-Node | vernoemd naar burgemeester Armand Steurs |
| Armand Sweversstraat                       |                | rue Armand Swevers                        |                                               | Oudergem | |
| Arnaud Fraiteurlaan                        |                | avenue Arnaud Fraiteur                    |                                               | Elsene | |
| Arnold Delvauxlaan                         |                | avenue Arnold Delvaux                     |                                               | Ukkel | |
| Arnold Sohiestraat                         |                | rue Arnold Sohie                          |                                               | Evere | |
| Aronskelkenlaan                            |                | avenue des Arums                          |                                               | Watermaal-Bosvoorde, Oudergem | oneven huisnummers in Watermaal-Bosvoorde |
| Artanstraat                                |                | rue Artan                                 |                                               | Schaarbeek | |
| Artemislaan                                |                | avenue Artémis                            |                                               | Evere | |
| Artesiëstraat                              |                | rue d’Artois                              | Vijfhoek                                      | Brussel | |
| Arteveldestraat                            |                | rue van Artevelde                         | Vijfhoek                                      | Brussel | |
| Arthur Andréstraat                         |                | rue Arthur André                          |                                               | Sint-Pieters-Woluwe | |
| Arthur Cosynstraat                         |                | rue Arthur Cosyn                          |                                               | Brussel (Laken) | |
| Arthur Dehemstraat                         |                | rue Arthur Dehem                          |                                               | Anderlecht | |
| Arthur Diderichstraat                      |                | rue Arthur Diderich                       |                                               | Sint-Gillis, Vorst | |
| Arthur Maesstraat                          |                | rue Arthur Maes                           | Haren                                         | Brussel | |
| Arthur Rolandstraat                        |                | rue Arthur Roland                         |                                               | Schaarbeek | |
| Arthur Van Gehuchtenplein                  |                | place Arthur Van Gehuchtenplein           |                                               | Jette, Brussel (Laken) | |
| Artisjokstraat                             |                | rue de l'Artichau                         |                                               | Sint-Joost-ten-Node | |
| Asstraat                                   |                | rue des Cendres                           | Vijfhoek                                      | Brussel | |
| Asterhoek                                  |                | clos des Asters                           |                                               | Anderlecht | |
| Astridpark                                 |                | parc Astrid                               |                                               | Anderlecht | vernoemd naar koningin Astrid |
| Atheneumstraat                             |                | rue de l'Athénée                          |                                               | Elsene | |
| Atlantische Oceaanlaan                     |                | avenue de l'Atlantique                    |                                               | Sint-Pieters-Woluwe | |
| Atletenlaan                                |                | avenue des Athlètes                       |                                               | Brussel (Laken) | |
| Atomiumlaan                                |                | avenue de l'Atomium                       |                                               | Brussel (Laken) | |
| Atomiumsquare                              |                | square de l'Atomium                       |                                               | Brussel (Laken) | |
| Atrebatenstraat                            |                | rue des Atrébates                         |                                               | Etterbeek, Sint-Pieters-Woluwe | |
| Atticastraat                               |                | rue d'Attique                             |                                               | Sint-Lambrechts-Woluwe | op straatnaambord in 2018 Atticasstraat |
| Aubadestraat                               |                | rue de de l'Aubade                        |                                               | Sint-Jans-Molenbeek | |
| Auberlaan                                  |                | avenue Auber                              |                                               | Anderlecht | |
| Audrey Hepburnstraat                       |                | rue Audrey Hepburn                        |                                               | Jette | |
| August De Boeckstraat                      |                | rue Auguste De Boeck                      |                                               | Evere | vernoemd naar de componist August De Boeck |
| Auguste Beernaertstraat                    |                | rue Auguste Beernaert                     |                                               | Watermaal-Bosvoorde | |
| Auguste Bourgeoislaan                      |                | avenue Auguste Bourgeois                  |                                               | Anderlecht | |
| Auguste Dansestraat                        |                | rue Auguste Danse                         |                                               | Ukkel | |
| Auguste De Cockstraat                      |                | rue Auguste De Cock                       |                                               | Ganshoren | |
| Auguste Deniestraat                        |                | rue Auguste Denie                         |                                               | Sint-Agatha-Berchem | |
| Auguste Gevaertstraat                      |                | rue Auguste Gevaert                       |                                               | Anderlecht | |
| Auguste Hainautstraat                      |                | rue Auguste Hainaut                       |                                               | Jette | |
| Auguste Heenestraat                        |                | rue Auguste Heene                         |                                               | Vorst | vernoemd naar burgemeester Auguste Heene |
| Auguste Lambiottestraat                    |                | rue Auguste Lambiotte                     |                                               | Schaarbeek | vernoemd naar senator Auguste Lambiotte |
| Auguste Lumièrestraat                      |                | rue Auguste Lumière                       |                                               | Vorst | |
| Auguste Oleffelaan                         |                | avenue Auguste Oleffe                     |                                               | Oudergem | |
| Auguste Renoirstraat                       |                | rue Auguste Renoir                        |                                               | Evere | |
| Auguste Reyerslaan                         |                | boulevard Auguste Reyers                  |                                               | Schaarbeek | |
| Auguste Rodinlaan                          |                | avenue Auguste Rodin                      |                                               | Elsene | |
| Auguste Smetssquare                        |                | square Auguste Smets                      |                                               | Sint-Jans-Molenbeek | |
| Auguste Sniedersstraat                     |                | rue Auguste Snieders                      |                                               | Schaarbeek | |
| Auguste Van Zandestraat                    |                | rue Auguste Van Zande                     |                                               | Sint-Jans-Molenbeek, Sint-Agatha-Berchem                                                                                            | |
| Auguste Vermeylenlaan                      |                | avenue Auguste Vermeylen                  |                                               | Evere | |
| Augustijnendreef                           |                | drève des Augustins                       |                                               | Oudergem | |
| Augustijnenstraat                          |                | rue des Augustins                         | Vijfhoek                                      | Brussel | |
| Augustijnernonnenstraat                    |                | rue des Augustines                        |                                               | Jette | |
| Augustin Delportestraat                    |                | rue Augustin Delporte                     |                                               | Elsene | |
| August Ortsstraat                          |                | rue Auguste Orts                          | Vijfhoek                                      | Brussel | |
| Augustuslaan                               |                | avenue d'Août                             |                                               | Sint-Lambrechts-Woluwe | |
| Aurélie Solvaydreef                        |                | drève Aurélie Solvay                      |                                               | Sint-Pieters-Woluwe | |
| Avijlweg                                   |                | chemin Avijl                              |                                               | Ukkel | |
| Avondpad                                   |                | sentier du Soir                           |                                               | Brussel (Haren) | |
| Avondzonpassage                            |                | passage du Soleil couchant                |                                               | Sint-Lambrechts-Woluwe | |
| Azalealaan                                 |                | avenue des Azalées                        |                                               | Schaarbeek | |
| Azuurstraat                                |                | rue de l'Azur                             |                                               | Sint-Agatha-Berchem | |
| Baardgang                                  |                | impasse de la Barbe                       | Vijfhoek                                      | Brussel | |
| Bacchantensquare                           |                | square des Bacchantes                     |                                               | Vorst | |
| Baden-Powelllaan                           |                | avenue Baden-Powell                       |                                               | Sint-Lambrechts-Woluwe | |
| Baksteenkaai                               |                | quai aux Briques                          | Vijfhoek                                      | Brussel | |
| Baljuwstraat                               |                | rue du Bailli                             |                                               | Brussel, Elsene | |
| Balkanstraat                               |                | rue des Balkans                           |                                               | Ukkel | |
| Balladegaarde                              |                | clos de la Ballade                        |                                               | Evere | |
| Balsamienstraat                            |                | rue de la Balsamine                       |                                               | Brussel (Neder-Over-Heembeek, Laken)                                                                                                | |
| Bamboestraat                               |                | rue du Bambou                             |                                               | Ukkel, Vorst | |
| Banierenstraat                             |                | rue des Bannières                         |                                               | Sint-Lambrechts-Woluwe, Sint-Pieters-Woluwe                                                                                         | |
| Bankstraat                                 |                | rue de la Banque                          | Vijfhoek                                      | Brussel | |
| Baraplein                                  |                | place Bara                                |                                               | Anderlecht, Sint-Gillis | ook Baraplaats (in 2017 op straatnaambord) |
| Barastraat                                 |                | rue Bara                                  |                                               | Anderlecht | |
| Barbeellaan                                |                | avenue du Barbeau                         |                                               | Oudergem | |
| Barcelonastraat                            |                | rue de Barcelone                          |                                               | Vorst | |
| Barchonstraat                              |                | rue de la Barchon                         | Vijfhoek                                      | Brussel | |
| Bareel van Sint-Gillis                     |                | barrière de Saint-Gilles                  |                                               | Sint-Gillis | |
| Baron Albert d'Huartlaan                   |                | avenue Baron Albert d'Huart               |                                               | Sint-Pieters-Woluwe, Kraainem (Vlaams-Brabant)                                                                                      | |
| Baron Alfred Bouviersquare                 |                | square Baron Alfred Bouvier               |                                               | Sint-Gillis | |
| Baron de Castrostraat                      |                | rue Baron de Castro                       |                                               | Etterbeek | |
| Baron de Laveleyestraat                    |                | rue Baron de Laveleye                     |                                               | Jette | |
| Baron Dhanisstraat                         |                | rue Baron Dhanis                          |                                               | Etterbeek | |
| Baron Guillaume Van Hammestraat            |                | rue Baron Guillaume Van Hamme             |                                               | Ukkel | |
| Baron Hortastraat                          |                | rue Baron Horta                           | Vijfhoek                                      | Brussel | |
| Baron Lambertstraat                        |                | rue Baron Lambert                         |                                               | Etterbeek | |
| Baron Perelmanstraat                       |                | rue Baron Perelman                        |                                               | Ukkel | |
| Baron Robert Hankarsquare                  |                | square Baron Robert Hankar                |                                               | Oudergem | |
| Baron Roger Vander Nootstraat              |                | rue Baron Roger Vander Noot               |                                               | Ukkel | |
| Barricadenplein                            |                | place des Barricades                      | Vijfhoek                                      | Brussel | |
| Barthélémylaan                             |                | boulevard Barthélémy                      | Vijfhoek                                      | Brussel | |
| Basculestraat                              |                | rue de la Bascule                         |                                               | Ukkel | |
| Basilieklaan                               |                | avenue de la Basilique                    |                                               | Sint-Agatha-Berchem, Koekelberg | |
| Basiliekvoorplein                          |                | parvis de la Basilique                    |                                               | Ganshoren, Koekelberg | |
| Bastenakenplein                            |                | place de Bastogne                         |                                               | Koekelberg | |
| Batavierenstraat                           |                | rue des Bataves                           |                                               | Etterbeek | |
| Bazellaan                                  |                | avenue de Bâle                            |                                               | Evere | |
| Beckersstraat                              |                | rue Beckers                               |                                               | Etterbeek | |
| Beeckman de Crayloostraat                  |                | rue Beeckman de Crayloo                   |                                               | Anderlecht | |
| Beeckmanstraat                             |                | rue Beeckman                              |                                               | Ukkel | |
| Beekgaarde                                 |                | clos du Ruisselet                         |                                               | Sint-Agatha-Berchem | |
| Beekstraat                                 |                | rue du Ruisseau                           |                                               | Sint-Jans-Molenbeek | |
| Beeldhouwerslaan                           |                | avenue des Statuaires                     |                                               | Ukkel | |
| Beemdgrachtstraat                          |                | rue du Beemdgracht                        |                                               | Brussel (Haren) | |
| Beemdgraslaan                              |                | avenue des Pâturins                       |                                               | Ukkel | |
| Beenhouwersstraat                          |                | rue des Bouchers                          | Vijfhoek                                      | Brussel | vereeuwigd in het lied In de Rue des Bouchers |
| Beersellaan                                |                | avenue de Beersel                         |                                               | Ukkel | |
| Beethovenlaan                              |                | avenue Beethoven                          |                                               | Ganshoren | |
| Begijnhofplein                             |                | place du Béguinage                        | Vijfhoek                                      | Brussel | |
| Begijnhofstraat                            |                | rue du Béguinage                          | Vijfhoek                                      | Brussel | |
| Bellevuestraat                             |                | rue de Belle Vue                          |                                               | Brussel, Elsene | |
| Belliardstraat                             |                | rue Belliard                              |                                               | Brussel, Etterbeek | |
| Berlaimontlaan                             |                | boulevard de Berlaimont                   | Vijfhoek                                      | Brussel | ook de Berlaimontlaan |
| Bergopstraat                               |                | rue de l'Ascension                        |                                               | Sint-Joost-ten-Node | |
| Bergstraat                                 |                | rue de la Montagne                        | Vijfhoek                                      | Brussel | |
| Berkendaelstraat                           |                | rue Berkendael                            |                                               | Vorst | |
| Betere Wereldweg                           |                | chemin d'un Monde Meilleur                | Tour & Taxis                                  | Brussel | |
| Beursplein                                 |                | place de la Bourse                        | Vijfhoek                                      | Brussel | |
| Beursstraat                                |                | rue de la Bourse                          | Vijfhoek                                      | Brussel | |
| Bijenlaan                                  |                | avenue des Abeilles                       |                                               | Brussel, Elsene | |
| Bijstandsstraat                            |                | rue de Bon Secours                        | Vijfhoek                                      | Brussel | |
| Binnenweg                                  |                | chemin de Traverse                        |                                               | Brussel (Haren) | |
| Bischoffsheimlaan                          |                | boulevard Bischoffsheim                   | Vijfhoek                                      | Brussel | |
| Bisschopstraat                             |                | rue de l'Évêque                           | Vijfhoek                                      | Brussel | |
| Blaesenbergweg                             |                | rue Blaesenberg                           | Ransbeek-Heembeek                             | Brussel (Neder-Over-Heembeek) | |
| Blaesstraat                                |                | rue Blaes                                 | Vijfhoek                                      | Brussel | |
| Blanchestraat                              |                | rue Blanche                               |                                               | Brussel, Elsene, Sint-Gillis | eertijds Ammanstraat, in 1872 vernoemd naar een advocaat, genaamd Blanche, weleens abusievelijk vertaald Wittestraat |
| Blekerijstraat                             |                | rue de la Blanchisserie                   | Vijfhoek                                      | Brussel | |
| Bloemenhofplein                            |                | place du Jardin aux Fleurs                | Vijfhoek                                      | Brussel | |
| Bloemenmeisjesgang                         |                | impasse de la Bouquetière                 | Vijfhoek                                      | Brussel | |
| Bloemenstraat                              |                | rue aux Fleurs                            | Vijfhoek                                      | Brussel | |
| Bloemistenstraat                           |                | rue des Fleuristes                        | Vijfhoek (Marollen)                           | Brussel | |
| Bobijngang                                 |                | impasse de la Bobine                      | Vijfhoek                                      | Brussel | |
| Bodegemstraat                              |                | rue Bodeghem                              | Vijfhoek                                      | Brussel | |
| Bodenbroekstraat                           |                | rue Bodenbroek                            | Vijfhoek                                      | Brussel | |
| Boerderijstraat                            |                | rue de la Métairie                        |                                               | Sint-Agatha-Berchem, Ganshoren | |
| Bogaardenstraat                            |                | rue des Bogards                           | Vijfhoek                                      | Brussel | |
| Bolwerklaan                                |                | avenue du Boulevard                       |                                               | Sint-Joost-ten-Node | |
| Bonneelsstraat                             |                | rue Bonneels                              |                                               | Sint-Joost-ten-Node | |
| Boomkwekerijstraat                         |                | rue de la Pépinière                       | Vijfhoek                                      | Brussel | |
| Boomstraat                                 |                | rue de l'Arbre                            | Vijfhoek                                      | Brussel | |
| Borduurdersstraat                          |                | rue des Brodeurs                          | Vijfhoek                                      | Brussel | |
| Borgendaalgang                             |                | impasse de Borgendael                     | Vijfhoek                                      | Brussel | |
| Bortiergalerij                             |                | Galerie Bortier                           | Vijfhoek                                      | Brussel | |
| Borgwal                                    |                | Borgval                                   | Vijfhoek                                      | Brussel | |
| Bossquare                                  |                | square du Bois                            |                                               | Brussel | bijgenaamd Miljardairssquare |
| Bosstraat                                  |                | rue au Bois                               |                                               | Ganshoren, Jette | niet te verwarren met de Bosstraat (rue Forestière) in Elsene en de Bosstraat (rue au Bois) in Sint-Lambrechts-Woluwe, Sint-Pieters-Woluwe, en de Grote Bosstraat (grande rue au Bois) in Schaarbeek                                                 |
| Bosstraat                                  |                | rue au Bois                               |                                               | Sint-Lambrechts-Woluwe, Sint-Pieters-Woluwe                                                                                         | niet te verwarren met de Bosstraat (rue au Bois) in Ganshoren, Jette, de Bosstraat (rue Forestière) in Elsene, en de Grote Bosstraat (grande rue au Bois) in Schaarbeek                                                                              |
| Bosstraat                                  |                | rue Forestière                            |                                               | Elsene | niet te verwarren met de Bosstraat in Ganshoren, Jette en die in Sint-Lambrechts-Woluwe, Sint-Pieters-Woluwe (beide in het Frans rue au Bois), en de Grote Bosstraat (grande rue au Bois) in Schaarbeek                                              |
| Bosveldweg                                 |                | Bosveldweg                                |                                               | Ukkel | er is geen Frans equivalent |
| Boterstraat                                |                | rue au Beurre                             | Vijfhoek                                      | Brussel | |
| Bourgetlaan                                |                | avenue du Bourget                         |                                               | Evere, Brussel (Haren) | |
| Brabantstraat                              |                | rue de Brabant                            |                                               | Sint-Joost-ten-Node, Schaarbeek | |
| Braemtstraat                               |                | rue Braemt                                |                                               | Sint-Joost-ten-Node | |
| Brandhoutkaai                              |                | quai au Bois à Brûler                     | Vijfhoek                                      | Brussel | |
| Brederodestraat                            |                | rue Brederode                             | Vijfhoek                                      | Brussel | |
| Breughelstraat                             |                | rue Breughel                              | Vijfhoek                                      | Brussel | |
| Brialmontstraat                            |                | rue Brialmont                             |                                               | Sint-Joost-ten-Node | |
| Brigittinenstraat                          |                | rue des Brigittines                       | Vijfhoek (Marollen)                           | Brussel | |
| Brillengang                                |                | impasse des Lunettes                      | Vijfhoek                                      | Brussel | |
| Broekstraat                                |                | rue du Marais                             | Vijfhoek (Broekwijk)                          | Brussel | niet te verwarren met de Broekstraat (rue du Broeck) in Anderlecht en die in Sint-Agatha-Berchem |
| Broustinlaan                               |                | avenue Broustin                           |                                               | Jette, Ganshoren | |
| Brouwersstraat                             |                | rue des Brasseurs                         | Vijfhoek                                      | Brussel | |
| Bruulstraat                                |                | rue du Bruel                              |                                               | Brussel (Haren) | |
| Brugmannlaan                               |                | avenue Brugmann                           |                                               | Ukkel, Vorst, Sint-Gillis | vernoemd naar de bankier en mecenas Georges Brugmann |
| Bruidstraat                                |                | rue de la Fiancée                         | Vijfhoek (Broekwijk)                          | Brussel | |
| Bruulstraat                                |                | rue du Bruel                              |                                               | Brussel (Haren) | |
| Camuselstraat                              |                | rue Camusel                               | Vijfhoek                                      | Brussel | |
| Caricolegang                               |                | passage de la Caricole                    | Tour & Taxis                                  | Brussel | |
| Cellebroersstraat                          |                | rue des Alexiens                          | Vijfhoek                                      | Brussel | |
| Centrumgalerij                             |                | galerie du Centre                         | Vijfhoek                                      | Brussel | |
| Ceci n'est pas une                         |                | Ceci n'est pas une                        | Tour & Taxis                                  | Brussel | zowel in het Nederlands als in het Frans |
| Chaletstraat                               |                | rue du Chalet                             |                                               | Sint-Joost-ten-Node | |
| Chantal Akermanstraat                      |                | rue Chantal Akerman                       | Tour & Taxis                                  | Brussel | vernoemd naar filmregisseuse Chantal Akerman |
| Charles Hanssensstraat                     | Zeekestroet    | rue Charles Hanssens                      | Vijfhoek                                      | Brussel | |
| Charles Moensstraat                        |                | rue Charles Moens                         |                                               | Ganshoren | |
| Chaumontelstraat                           |                | rue Chaumontel                            |                                               | Schaarbeek | |
| Chicongang                                 |                | passage du Chicon                         | Tour & Taxis                                  | Brussel | |
| Chopinsteeg                                |                | venelle Chopin                            |                                               | Ganshoren | |
| Choukesplein                               |                | place des Choukes                         | Tour & Taxis                                  | Brussel | |
| Cijnsstraat                                |                | rue du Cens                               |                                               | Ganshoren | |
| Cipresstraat                               |                | rue du Cyprès                             | Vijfhoek (Kaaienwijk)                         | Brussel | |
| Circusstraat                               |                | rue du Cirque                             | Vijfhoek                                      | Brussel | |
| Clematisstraat                             |                | rue des Clématites                        |                                               | Ganshoren | |
| Clementinasquare                           |                | square Clémentine                         |                                               | Brussel (Laken) | |
| Coghenlaan                                 |                | avenue Coghen                             |                                               | Ukkel | |
| Collegialestraat                           |                | rue de la Collégiale                      | Vijfhoek                                      | Brussel | |
| Colignonplein                              |                | place Colignon                            |                                               | Schaarbeek | |
| Commandant Lothairelaan                    |                | avenue Commandant Lothaire                |                                               | Etterbeek | |
| Commandant Ponthierlaan                    |                | avenue Commandant Ponthier                |                                               | Etterbeek | |
| Commandant Vander Meerenlaan               |                | avenue Commandant Vander Meeren           |                                               | Anderlecht | |
| Congresplein                               |                | place du Congrès                          | Vijfhoek                                      | Brussel | |
| Congresstraat                              |                | rue du Congrès                            | Vijfhoek                                      | Brussel | |
| Coppensstraat                              |                | rue Coppens                               | Vijfhoek (Zavel)                              | Brussel | |
| Cornalijnpad                               |                | sentier de la Cornaline                   |                                               | Brussel (Laken) | |
| Cornet de Grezstraat                       |                | rue Cornet de Grez                        |                                               | Sint-Joost-ten-Node | vernoemd naar Ferdinand Cornet de Grez d'Elzius |
| Croydonlaan                                |                | avenue de Croydon                         |                                               | Evere, Brussel (Haren) | |
| Cuberdongang                               |                | passage du Cuberdon                       | Tour & Taxis                                  | Brussel | |
| Cuerensstraat                              |                | rue Cuerens                               | Vijfhoek                                      | Brussel | |
| Daillyplein                                |                | place Dailly                              |                                               | Schaarbeek | |
| Dambordstraat                              |                | rue du Damier                             | Vijfhoek                                      | Brussel | |
| Damstraat                                  |                | rue de la Digue                           |                                               | Elsene | |
| Darwinstraat                               |                | rue Darwin                                |                                               | Vorst, Elsene | |
| De Béjarlaan                               |                | avenue De Béjar                           | Ransbeek-Heembeek                             | Brussel (Neder-Over-Heembeek) | |
| de Bériotstraat                            |                | rue de Bériot                             |                                               | Sint-Joost-ten-Node | |
| De Brouckèreplein                          |                | place De Brouckère                        | Vijfhoek                                      | Brussel | |
| de Bruynstraat                             |                | rue de Bruyn                              |                                               | Sint-Joost-ten-Node | |
| de Lenglentierstraat                       |                | rue de Lenglentier                        | Vijfhoek                                      | Brussel | |
| de Liedekerkestraat                        |                | rue de Liedekerke                         |                                               | Sint-Joost-ten-Node | |
| de Lignestraat                             |                | rue de Ligne                              | Vijfhoek (Onze-Lieve-Vrouw-ter-Sneeuw)        | Brussel | |
| De Meeûssquare                             |                | square De Meeûs                           | Europese wijk (Leopoldswijk)                  | Brussel | |
| Démosthène Poplimontlaan                   |                | avenue Démosthène Poplimont               |                                               | Ganshoren, Jette | oneven huisnummers in Ganshoren |
| Dendermondsestraat                         |                | rue de Termonde                           |                                               | Sint-Agatha-Berchem, Ganshoren | |
| de Rivierendreef                           |                | drève De Rivieren                         |                                               | Ganshoren, Jette | |
| de Villegaslaan                            |                | avenue de Villegas                        |                                               | Ganshoren | |
| de Villersstraat                           | Kattestroet    | rue de Villers                            | Vijfhoek                                      | Brussel | |
| De Witte de Haelenstraat                   |                | rue de Witte de Haelenstraat              | Vijfhoek (Kaaienwijk)                         | Brussel | |
| de Wynantsstraat                           |                | rue de Wynantsstraat                      | Vijfhoek (Marollen)                           | Brussel | |
| d'Hannetairestraat                         |                | rue d'Hannetaire                          |                                               | Brussel (Haren) | |
| Dierenriemstraat                           |                | rue du Zodiaque                           |                                               | Vorst | |
| Dieweg                                     |                | Dieweg                                    |                                               | Ukkel | geen Franse vertaling |
| Dikke Beuklaan                             |                | avenue de l'Arbre Ballon                  |                                               | Brussel, Jette | |
| Diksmuidelaan                              |                | boulevard de Dixmude                      | Vijfhoek (Kaaienwijk)                         | Brussel | |
| Dinantplein                                |                | place de Dinant                           | Vijfhoek (Stalingrad)                         | Brussel | |
| Dinantstraat                               |                | rue de Dinant                             | Vijfhoek (Stalingrad)                         | Brussel | |
| Dit is geen straat                         |                | Ceci n'est pas une rue                    | Tour & Taxis                                  | Brussel | straatnaam gekozen ter ere van René Magritte |
| Dobbelenbergstraat                         |                | rue du Dobbelenberg                       |                                               | Brussel (Haren) | |
| Dodonéestraat                              |                | rue Dodonée                               |                                               | Ukkel | |
| Doornikstraat                              |                | rue de Tournai                            | Vijfhoek                                      | Brussel | |
| Douanelaan                                 |                | allée des Douanes                         | Tour & Taxis                                  | Brussel | |
| Dromendreef                                |                | drève des Rêves                           | Tour & Taxis                                  | Brussel | |
| Druivenstraat                              |                | allée des Raisins                         |                                               | Sint-Joost-ten-Node | |
| Drukpersstraat                             |                | rue de la Presse                          | Vijfhoek                                      | Brussel | |
| Duivenkotstraat                            |                | rue du Colombier                          | Vijfhoek                                      | Brussel | |
| Duivenstraat                               |                | rue des Pigeons                           | Vijfhoek                                      | Brussel | |
| Dumonceaustraat                            |                | rue Dumonceau                             | Vijfhoek (Marollen)                           | Brussel | |
| Duquesnoystraat                            |                | rue Duquesnoy                             | Vijfhoek                                      | Brussel | |
| Dwarsstraat                                |                | rue Traversière                           |                                               | Sint-Joost-ten-Node | |
| Eburonenstraat                             |                | rue des Éburons                           |                                               | Brussel, Sint-Joost-ten-Node | |
| Eclipsstraat                               |                | rue de l'Éclipse                          | Vijfhoek                                      | Brussel | |
| Edgard Neubergergaarde                     |                | clos Edgard Neuberger                     |                                               | Ganshoren | |
| Eeckelaersstraat                           |                | rue Eeckelaers                            |                                               | Sint-Joost-ten-Node | |
| Eenmansstraatje                            |                | rue d'Une Personne                        | Vijfhoek                                      | Brussel | |
| Eeuwfeestsquare                            |                | square du Centenaire                      |                                               | Ganshoren | |
| Egmontpark                                 |                | parc d'Egmont                             | Vijfhoek (Zavel)                              | Brussel | |
| Eikstraat                                  |                | rue du Chêne                              | Vijfhoek                                      | Brussel | |
| Eiland Sint-Helenastraat                   |                | rue de l'Île Sainte-Hélène                |                                               | Anderlecht | |
| Elisabethpark                              |                | parc Élisabeth                            |                                               | Koekelberg, Ganshoren | |
| Émile Jacqmainlaan                         |                | boulevard Émile Jacqmain                  | Vijfhoek                                      | Brussel | |
| Émile Vanderveldeplein                     |                | place Émile Vandervelde                   | Vijfhoek                                      | Brussel | |
| Eredienststraat                            |                | rue des Cultes                            | Vijfhoek (Onze-Lieve-Vrouw-ter-Sneeuw)        | Brussel | |
| Ernest Allardstraat                        |                | rue Ernest Allard                         | Vijfhoek                                      | Brussel | |
| Eugène Flageyplein                         |                | place Eugène Flagey                       |                                               | Elsene | |
| Eugène Toussaintstraat                     |                | rue Eugène Toussaint                      |                                               | Ganshoren, Jette | |
| Eugène Verboekhovenplein                   |                | place Eugène Verboekhoven                 |                                               | Schaarbeek | ook onofficieel Berenkooi / Berenkuil / cage aux Ours; vernoemd naar de schilder Eugène Verboeckhoven |
| Europakruispunt                            |                | carrefour de l'Europe                     | Vijfhoek                                      | Brussel | |
| Eversstraat                                |                | rue Evers                                 | Vijfhoek (Marollen)                           | Brussel | vernoemd naar generaal Charles Joseph Evers |
| Ezelstraat                                 |                | rue du Baudet                             | Vijfhoek (Zavel)                              | Brussel | |
| Fabrieksstraat                             |                | rue des Fabriques                         | Vijfhoek                                      | Brussel | |
| Fazantenstraat                             |                | rue des Faisans                           | Vijfhoek (Marollen)                           | Brussel | |
| Félix Delhayesquare                        |                | square Félix Delhaye                      |                                               | Sint-Joost-ten-Node | |
| Fermerijstraat                             |                | rue de l'Infirmerie                       | Vijfhoek (Kaaienwijk)                         | Brussel | |
| Finisterraestraat                          |                | rue du Finistère                          | Vijfhoek (Broekwijk)                          | Brussel | |
| Flodorpstraat                              |                | rue de Flodorp                            |                                               | Brussel (Haren) | |
| Floréallaan                                |                | avenue de Floréal                         |                                               | Ukkel | |
| Fonsnylaan                                 |                | avenue Fonsny                             |                                               | Sint-Gillis | |
| Fontainasplein                             |                | place Fontainas                           | Vijfhoek                                      | Brussel | |
| Fonteinstraat                              |                | rue de la Fontaine                        | Vijfhoek (Stalingrad)                         | Brussel | |
| François Beeckmansstraat                   |                | rue François Beeckmans                    |                                               | Ganshoren | |
| François Bossuetplein                      |                | place François Bossuet                    |                                               | Sint-Joost-ten-Node | |
| Frans Gasthuislaan                         |                | avenue de l'Hôpital Français              |                                               | Koekelberg, Ganshoren, Sint-Agatha-Berchem                                                                                          | |
| Frans Van Cutsemstraat                     |                | rue Frans Van Cutsem                      |                                               | Evere, Brussel (Haren) | |
| Frans Vervaeckstraat                       |                | rue Frans Vervaeck                        |                                               | Ganshoren | |
| Frédéric Bassestraat                       |                | rue Frédéric Basse                        | Vijfhoek (Stalingrad, Marollen)               | Brussel | |
| Frère-Orbansquare                          |                | square Frère-Orban                        | Europese wijk (Leopoldswijk)                  | Brussel | |
| Frietgang                                  |                | passage de la Frite                       | Tour & Taxis                                  | Brussel | |
| Friulilaan                                 |                | avenue du Frioul                          |                                               | Evere | |
| Froebelstraat                              |                | rue Froebel                               | Vijfhoek (Anneessens)                         | Brussel | |
| Froissartstraat                            |                | rue Froissart                             |                                               | Brussel, Etterbeek | |
| Gabriellestraat                            |                | rue Gabrielle                             |                                               | Ukkel | |
| Galileelaan                                |                | avenue Galilée                            |                                               | Sint-Joost-ten-Node | |
| Ganzenweidestraat                          |                | rue du Pré aux Oies                       |                                               | Brussel (Haren) | |
| Gastendelleweg                             |                | rue du Gastendelle                        |                                               | Evere | |
| Gasthuisstraat                             |                | rue de l'Hôpital                          | Vijfhoek                                      | Brussel | |
| Gebrokenhofstraat                          |                | rue du Jardin Rompu                       | Vijfhoek (Marollen)                           | Brussel | |
| Geluksweg                                  |                | chemin du Bonheur                         | Tour & Taxis                                  | Brussel | |
| Gemeentestraat                             |                | rue Communal                              |                                               | Ganshoren | |
| Gemeentestraat                             |                | rue de la Commune                         |                                               | Sint-Joost-ten-Node | |
| Gemoedsrustlaan                            |                | avenue de la Quiétude                     |                                               | Evere | |
| Generaal Baron Empainlaan                  |                | avenue du Général Baron Empain            |                                               | Sint-Pieters-Woluwe | |
| Generaal Bastinlaan                        |                | avenue du Général Bastin                  |                                               | Sint-Lambrechts-Woluwe | |
| Generaal Bernheimlaan                      |                | avenue du Général Bernheim                |                                               | Etterbeek | |
| Generaal Biebuyckstraat                    |                | rue du Général Biebuyck                   |                                               | Brussel (Neder-Over-Heembeek) | |
| Generaal Capiaumontstraat                  |                | rue du Général Capiaumont                 |                                               | Etterbeek | |
| Generaal de Ceunincklaan                   |                | avenue du Général de Ceuninck             |                                               | Brussel (Laken) | |
| Generaal de Gaullelaan                     |                | avenue du Général de Gaulle               |                                               | Elsene | |
| Generaal de Longuevillelaan                |                | avenue du Général de Longueville          |                                               | Sint-Pieters-Woluwe | |
| Generaal Dossin de Saint-Georgeslaan       |                | avenue du Général Dossin de Saint-Georges |                                               | Elsene | |
| Generaal Dumonceaulaan                     |                | avenue du Général Dumonceau               |                                               | Vorst | |
| Generaal Eenensstraat                      |                | rue du Général Eenens                     |                                               | Schaarbeek | |
| Generaal Eisenhowerlaan                    |                | avenue du Général Eisenhower              |                                               | Schaarbeek | |
| Generaal Fivéstraat                        |                | rue du Général Fivé                       |                                               | Etterbeek | |
| Generaal Gratrystraat                      |                | rue du Général Gratry                     |                                               | Schaarbeek | |
| Generaal Henrystraat                       |                | rue du Général Henry                      |                                               | Etterbeek | |
| Generaal Jacqueslaan                       |                | boulevard du Général Jacques              |                                               | Elsene, Etterbeek, Oudergem | |
| Generaal Lartiguelaan                      |                | avenue du Général Lartigue                |                                               | Sint-Lambrechts-Woluwe | |
| Generaal Lemanstraat                       |                | rue du Général Leman                      |                                               | Etterbeek | |
| Generaal Lotzstraat                        |                | rue du Général Lotz                       |                                               | Ukkel | |
| Generaal MacArthurstraat                   |                | rue du Général MacArthur                  |                                               | Ukkel | |
| Generaal Meiserplein                       |                | place du Général Meiser                   |                                               | Schaarbeek | |
| Generaal Merjaylaan                        |                | avenue du Général Merjay                  |                                               | Oudergem | |
| Generaal Michelstraat                      |                | rue du Général Michel                     |                                               | Brussel (Neder-Over-Heembeek) | |
| Generaal Molitorstraat                     |                | rue du Général Molitor                    |                                               | Etterbeek | |
| Generaal Pattonstraat                      |                | rue du Général Patton                     |                                               | Elsene | |
| Generaal Ruquoystraat                      |                | rue du Général Ruquoy                     |                                               | Anderlecht | |
| Generaal Thysstraat                        |                | rue du Général Thys                       |                                               | Elsene | |
| Generaal Tombeurrstraat                    |                | rue du Général Tombeur                    |                                               | Etterbeek | |
| Generaal Wahislaan                         |                | boulevard du Général Wahis                |                                               | Schaarbeek | |
| Generaal Wangerméestraat                   |                | rue du Général Wangermée                  |                                               | Etterbeek | |
| Generaal-geneesheer Derachelaan            |                | avenue du Général-Médecin Derache         |                                               | Elsene | |
| Georges Leclercqlaan                       |                | avenue Georges Leclercq                   |                                               | Ganshoren | |
| Georges Matheusstraat                      |                | rue Georges Matheus                       |                                               | Sint-Joost-ten-Node | |
| Georges Petrelaan                          |                | avenue Georges Petre                      |                                               | Sint-Joost-ten-Node | |
| Georges Simpsonstraat                      |                | rue Georges Simpson                       |                                               | Ganshoren | |
| Gerechtsplein                              |                | place de la Justice                       | Vijfhoek                                      | Brussel | |
| Geschenkengang                             |                | impasse des Cadeaux                       | Vijfhoek                                      | Brussel | |
| Geslachtendreef                            |                | drève des Lignages                        |                                               | Ganshoren | |
| Getrouwheidsgang                           |                | impasse de la Fidélité                    | Vijfhoek                                      | Brussel | |
| Geweldige Mensenplein                      |                | place des Grands Hommes                   | Tour & Taxis                                  | Brussel | |
| Gewijde Boomstraat                         |                | rue de l'Arbre Bénit                      |                                               | Elsene | |
| Gierstraat                                 |                | rue du Vautour                            | Vijfhoek                                      | Brussel | |
| Gieterstraat                               |                | rue de l'Arrosoir                         | Vijfhoek (Marollen)                           | Brussel | |
| Gildenstraat                               |                | rue des Guildes                           |                                               | Brussel | |
| Gillonstraat                               |                | rue Gillon                                |                                               | Sint-Joost-ten-Node | |
| Ginestestraat                              |                | rue Gineste                               |                                               | Sint-Joost-ten-Node | |
| Godfried van Bouillonstraat                |                | rue Godefroid de Bouillon                 |                                               | Sint-Joost-ten-Node | |
| Gootstraat                                 |                | rue de la Gouttière                       | Vijfhoek                                      | Brussel | |
| Goudsmedenstraat                           |                | rue des Orfèvres                          | Vijfhoek                                      | Brussel | |
| Goudvinkenplein                            |                | place des Bouvreuils                      |                                               | Sint-Pieters-Woluwe | |
| Granaatsquare                              |                | square du Grenat                          |                                               | Brussel (Laken) | |
| Granaatstraat                              |                | rue du Grenat                             |                                               | Brussel (Laken) | |
| Grasmarkt                                  |                | rue du Marché aux Herbes                  | Vijfhoek                                      | Brussel | rue in het Frans maar geen straat in het Nederlands |
| Greepstraat                                |                | rue de la Fourche                         | Vijfhoek                                      | Brussel | |
| Grensstraat                                |                | rue de la Limite                          |                                               | Sint-Joost-ten-Node | |
| Grétrystraat                               |                | rue Grétry                                | Vijfhoek                                      | Brussel | |
| Grondwetlaan                               |                | avenue de la Constitution                 |                                               | Ganshoren | |
| Groene Zonestraat                          |                | rue de l'Espace Vert                      |                                               | Brussel (Haren) | |
| Groenstraat                                |                | rue Verte                                 |                                               | Sint-Joost-ten-Node, Schaarbeek | |
| Groot Eiland                               |                | rue de la Grande Île                      | Vijfhoek                                      | Brussel | altijd rue in het Frans, een enkele keer Groot Eilandstraat in het Nederlands |
| Grootgodhuisstraat                         |                | rue du Grand-Hospice                      | Vijfhoek                                      | Brussel | |
| Grootsermentstraat                         |                | rue du Grand-Serment                      | Vijfhoek                                      | Brussel | |
| Grote Bosstraat                            |                | grande rue au Bois                        |                                               | Schaarbeek | |
| Grotehertstraat                            |                | rue du Grand Cerf                         | Vijfhoek                                      | Brussel | |
| Grote Markt                                |                | Grand’Place                               | Vijfhoek                                      | Brussel | |
| Grote Zavel                                |                | place du Grand Sablon                     | Vijfhoek (Zavel)                              | Brussel | |
| Guido Gezelleplein                         |                | place Guido Gezelle                       |                                               | Ganshoren | |
| Guido van Arezzoplein                      |                | place Guy d'Arezzo                        |                                               | Ukkel | vernoemd naar de benedictijn Guido van Arezzo, een grondlegger van de muzieknotatie |
| Guillaume Van Haelenlaan                   |                | boulevard Guillaume Van Haelen            |                                               | Vorst | |
| Guldenhoofdstraat                          |                | rue de la Tête d'Or                       | Vijfhoek                                      | Brussel | |
| Guy Demanetpad                             |                | sentier Guy Demanet                       |                                               | Ganshoren | |
| Guy Mottardstraat                          |                | rue Guy Mottard                           |                                               | Ganshoren | |
| Hallenstraat                               |                | rue des Halles                            | Vijfhoek                                      | Brussel | |
| Hallepoortlaan                             |                | avenue de la porte de Hal                 | Vijfhoek                                      | Brussel | |
| Hallepoorttunnel                           |                | tunnel de la porte de Hal                 | Vijfhoek                                      | Brussel | |
| Hamerstraat                                |                | rue du Marteau                            |                                               | Brussel, Sint-Joost-ten-Node | |
| Hamweg                                     |                | Hamweg                                    |                                               | Brussel (Haren) | |
| Handelskaai                                |                | quai du Commerce                          | Vijfhoek                                      | Brussel | |
| Harenberg                                  |                | rue du Harenberg                          |                                               | Brussel (Haren) | |
| Harenheidestraat                           |                | rue Harenheyde                            |                                               | Brussel (Haren) | |
| Haringstraat                               |                | rue des Harengs                           | Vijfhoek                                      | Brussel | |
| Hectoliterstraat                           |                | rue de l’Hectolitre                       | Vijfhoek                                      | Brussel | |
| Heerlijkheidsstraat                        |                | rue de la Seigneurie                      |                                               | Brussel (Haren) | |
| Héger-Bordetstraat                         |                | rue Héger-Bordet                          | Vijfhoek                                      | Brussel | |
| Heilige Geeststraat                        |                | rue du Saint-Esprit                       | Vijfhoek                                      | Brussel | |
| Hellebaardlaan                             |                | avenue de la Hallebarde                   |                                               | Evere | |
| Henri Beyaertbinnenhof                     |                | cours Henri Beyaert                       | Vijfhoek                                      | Brussel | |
| Henri Fricksquare                          |                | square Henri Frick                        |                                               | Sint-Joost-ten-Node | |
| Henri Mausstraat                           |                | rue Henri Maus                            | Vijfhoek                                      | Brussel | |
| Henri Pirennelaan                          |                | avenue Henri Pirenne                      |                                               | Ukkel | |
| Herlevingslaan                             |                | avenue du Renouveau                       |                                               | Evere | |
| Hertogstraat                               |                | rue Ducale                                | Vijfhoek                                      | Brussel | |
| Hervormingsstraat                          |                | rue de la Réforme                         |                                               | Elsene | |
| Heuvelstraat                               |                | rue de la Colline                         | Vijfhoek                                      | Brussel | |
| Hoedenmakersstraat                         |                | rue des Chapeliers                        | Vijfhoek                                      | Brussel | |
| Hoevestraat                                |                | rue de la Ferme                           |                                               | Sint-Joost-ten-Node | |
| Hofberg                                    |                | rue Montagne de la Cour                   | Vijfhoek                                      | Brussel | |
| Hoogstraat                                 | Huugstroet     | rue Haute                                 | Vijfhoek                                      | Brussel | |
| Hooikaai                                   |                | quai au Foin                              | Vijfhoek (Kaaienwijk)                         | Brussel | |
| Hopstraat                                  |                | rue du Houblon                            | Vijfhoek                                      | Brussel | |
| Houthulstbosstraat                         |                | rue de la Forêt d’Houthulst               | Vijfhoek (Kaaienwijk)                         | Brussel | |
| Houtmarkt                                  |                | rue du Marché au Bois                     | Vijfhoek                                      | Brussel | rue in het Frans maar geen straat in het Nederlands |
| Houtweg                                    |                | Houtweg                                   |                                               | Brussel (Haren), Evere | geen Franse vertaling |
| Houwaertplein                              |                | place Houwaert                            |                                               | Sint-Joost-ten-Node | vernoemd naar de dichter Johan Baptista Houwaert |
| Huidenmarkt                                |                | rue du Marché aux Peaux                   | Vijfhoek                                      | Brussel | rue in het Frans maar geen straat in het Nederlands |
| Huidevettersstraat                         |                | rue des Tanneurs                          | Vijfhoek                                      | Brussel | |
| Huishoudensstraat                          | Deevestroet    | rue des Ménages                           | Vijfhoek                                      | Brussel | |
| Hulpstraat                                 |                | rue des Secours                           |                                               | Sint-Joost-ten-Node | |
| Ieperlaan                                  |                | boulevard d'Ypres                         | Vijfhoek                                      | Brussel | |
| IJzerenkruisstraat                         |                | rue de la Croix de Fer                    | Vijfhoek (Onze-Lieve-Vrouw-ter-Sneeuw)        | Brussel | |
| IJzerplein                                 |                | place de l’Yser                           | Vijfhoek                                      | Brussel | |
| Infante Isabellastraat                     |                | rue de l'Infante Isabelle                 | Vijfhoek                                      | Brussel | |
| Isala Van Dieststraat                      |                | rue Isala Van Diest                       | Tour & Taxis                                  | Brussel | vernoemd naar Isala Van Diest, de eerste Belgische vrouwelijke arts |
| Jachtenkaai                                |                | quai des Yachts                           |                                               | Brussel (Laken) | |
| Jacques Brelsquare                         |                | square Jacques Brel                       | Vijfhoek                                      | Brussel | |
| Jagerstraat                                |                | rue du Chasseur                           | Vijfhoek                                      | Brussel | |
| Jan Jacobsplein                            |                | place Jean Jacobs                         | Vijfhoek                                      | Brussel | |
| Jean de Brouchoven de Bergeyckstraat       |                | rue Jean de Brouchoven de Bergeyck        | Vijfhoek                                      | Brussel | |
| Jean Volderslaan                           |                | avenue Jean Volders                       |                                               | Sint-Gillis | |
| Jerusalemstraat                            |                | rue Jerusalem                             |                                               | Schaarbeek | |
| Jo Coxplein                                |                | place Jo Cox                              | Vijfhoek                                      | Brussel | |
| Jonkersstraat                              |                | rue du Gentilhomme                        | Vijfhoek                                      | Brussel | |
| Josaphatstraat                             |                | rue Josaphat                              |                                               | Sint-Joost-ten-Node, Schaarbeek | eertijds Ezelsweg, vervolgens Neerweg, in 1851 verdoopt tot de Josaphatstraat naar het dal van de Roodebeek, dat sinds de 16e eeuw dal van Josaphat genoemd wordt                                                                                    |
| Joseph Brandstraat                         |                | rue Joseph Brand                          |                                               | Schaarbeek, Sint-Joost-ten-Node | |
| Joseph Dekeynstraat                        |                | rue Joseph Dekeyn                         |                                               | Sint-Joost-ten-Node | |
| Joseph Dupontstraat                        |                | rue Joseph Dupont                         | Vijfhoek                                      | Brussel | vernoemd naar de musicus Joseph Dupont |
| Joseph Plateaustraat                       |                | rue Joseph Plateau                        | Vijfhoek                                      | Brussel | vernoemd naar de natuurkundige en wiskundige Joseph Plateau |
| Joseph Stevensstraat                       |                | rue Joseph Stevens                        | Vijfhoek                                      | Brussel | vernoemd naar de schilder Joseph Stevens |
| Jottrandlaan                               |                | avenue Jottrand                           |                                               | Sint-Joost-ten-Node | vernoemd naar burgemeester Fritz Jottrand |
| Jourdanstraat                              |                | rue Jourdan                               |                                               | Sint-Gillis | vernoemd naar de arts en filantroop Jean-Baptiste Jourdan, niet naar de gelijknamige maarschalk |
| Jules Bordetlaan                           |                | avenue Jules Bordet                       |                                               | Brussel (Haren), Evere | vernoemd naar de immunoloog en microbioloog Jules Bordet |
| Jules Van Praetstraat                      |                | rue Jules Van Praet                       | Vijfhoek                                      | Brussel | vernoemd naar de historicus en staatsman Jules Van Praet niet te verwarren met de Van Praetlaan |
| Justus Lipsiusstraat                       |                | rue Juste Lipse                           |                                               | Brussel | |
| Kaasmarkt                                  |                | rue du Marché aux Fromages                | Vijfhoek                                      | Brussel | rue in het Frans maar geen straat in het Nederlands |
| Kalkkaai                                   |                | quai à la Chaux                           | Vijfhoek (Kaaienwijk)                         | Brussel | |
| Kampstraat                                 |                | rue du Camp                               |                                               | Brussel (Haren) | |
| Kandelaarsstraat                           |                | rue des Chandeliers                       | Vijfhoek                                      | Brussel | |
| Kanonstraat                                |                | rue du Canon                              | Vijfhoek                                      | Brussel | |
| Kanselarijstraat                           |                | rue de la Chancellerie                    | Vijfhoek                                      | Brussel | |
| Kantersteen                                |                | Cantersteen                               | Vijfhoek                                      | Brussel | |
| Kapellemarkt                               |                | place de la Chapelle                      | Vijfhoek                                      | Brussel | place in het Frans maar geen plein in het Nederlands |
| Kapellestraat                              |                | rue de la Chapelle                        | Vijfhoek                                      | Brussel | |
| Kapitein Crespelstraat                     |                | rue du Capitaine Crespel                  |                                               | Elsene | |
| Kapitein Joubertstraat                     |                | rue du Capitaine Joubert                  |                                               | Etterbeek | |
| Kapucijnbloemenlaan                        |                | avenue des Capucines                      |                                               | Schaarbeek | |
| Kapucijnenstraat                           |                | rue des Capucins                          | Vijfhoek (Marollen)                           | Brussel | |
| Kardinaal Cardijnsplantsoen                |                | square du Cardinal Cardijn                |                                               | Brussel (Laken) | |
| Kardinaal Lavigeriestraat                  |                | rue du Cardinal Lavigerie                 |                                               | Etterbeek | |
| Kardinaal Mercierplein                     |                | place du Cardinal Mercier                 |                                               | Jette | |
| Kardinaal Mercierstraat                    |                | rue du Cardinal Mercier                   | Vijfhoek                                      | Brussel | |
| Kardinaal Micaralaan                       |                | avenue du Cardinal Micara                 |                                               | Oudergem | |
| Kardinaalsstraat                           |                | rue du Cardinal                           |                                               | Sint-Joost-ten-Node, Brussel | |
| Kareelovenweg                              |                | avenue du Four à Briques                  |                                               | Evere | |
| Karel Bulsstraat                           |                | rue Charles Buls                          | Vijfhoek                                      | Brussel | |
| Karel Rogierdoorgang                       |                | passage Charles Rogier                    |                                               | Sint-Joost-ten-Node | |
| Karel Rogierplein                          |                | place (Charles Rogier)                    |                                               | Sint-Joost-ten-Node | |
| Karel VI straat                            |                | rue Charles VI                            |                                               | Sint-Joost-ten-Node | |
| Karmelietenstraat                          |                | rue des Carmélites                        |                                               | Ukkel | |
| Karmelietenstraat                          |                | rue des Petits Carmes                     | Vijfhoek                                      | Brussel | ook Carmelitenstraat |
| Karperbrug                                 |                | rue du Pont de la Capre                   | Vijfhoek                                      | Brussel | |
| Kartuizerstraat                            |                | rue des Capucins                          | Vijfhoek                                      | Brussel | |
| Kasseienzee                                |                | mer de Pavés                              | Tour & Taxis                                  | Brussel | |
| Kastanjeboomstraat                         |                | rue du Marronnier                         | Vijfhoek (Kaaienwijk)                         | Brussel | |
| Kasteel van Assestraat                     |                | rue du Château d'Asse                     |                                               | Brussel (Haren) | |
| Kasteelhof                                 |                | Kasteelhof                                |                                               | Brussel (Haren) | |
| Kazernenlaan                               |                | avenue des Casernes                       |                                               | Etterbeek | |
| Kazernestraat                              |                | rue de la Caserne                         | Vijfhoek                                      | Brussel | |
| Keelbeekstraat                             |                | rue du Keelbeek                           |                                               | Brussel (Haren) | |
| Keelbeekweg                                |                | chemin du Keelbeek                        |                                               | Brussel (Haren) | |
| Keizerinlaan                               |                | boulevard de l'Impératrice                | Vijfhoek                                      | Brussel | |
| Keizerslaan                                |                | boulevard de l'Empereur                   | Vijfhoek                                      | Brussel | |
| Kernstraat                                 |                | rue du Pépin                              | Vijfhoek                                      | Brussel | |
| Kerstenmannekensstraat                     |                | rue de l'Homme Chrétien                   | Vijfhoek                                      | Brussel | |
| Kiekenmarkt                                |                | rue du Marché aux Poulets                 | Vijfhoek                                      | Brussel | rue in het Frans maar geen straat in het Nederlands |
| Kleerkopersstraat                          |                | rue des Fripiers                          | Vijfhoek                                      | Brussel | ook Natasjastraat naar de reeks Natasja |
| Kleine Dalstraat                           |                | rue du Vallon                             |                                               | Sint-Joost-ten-Node | |
| Kleine Hulpstraat                          |                | petite rue des Secours                    |                                               | Sint-Joost-ten-Node | |
| Kleine Zavel                               |                | square du Petit Sablon                    | Vijfhoek (Zavel)                              | Brussel | |
| Klesperstraat                              |                | rue du Klesper                            |                                               | Brussel (Haren) | |
| Kluisstraat                                |                | rue de l'Ermitage                         |                                               | Elsene | |
| Kogelstraat                                |                | rue du Boulet                             | Vijfhoek                                      | Brussel | |
| Kolenmarkt                                 |                | rue du Marché au Charbon                  | Vijfhoek                                      | Brussel | rue in het Frans maar geen straat in het Nederlands |
| Kolomstraat                                |                | rue de la Colonne                         |                                               | Sint-Jans-Molenbeek | |
| Kolonel Bourgstraat                        |                | rue Colonel Bourg                         |                                               | Schaarbeek, Evere | |
| Kolonel Bremerplein                        |                | place Colonel Bremer                      |                                               | Vorst | |
| Kolonel Chaltinstraat                      |                | rue du Colonel Chaltin                    |                                               | Ukkel | |
| Kolonel Daumerielaan                       |                | avenue Colonel Daumerie                   |                                               | Sint-Pieters-Woluwe | |
| Kolonel Picquartlaan                       |                | avenue Colonel Picquart                   |                                               | Schaarbeek | |
| Kolonel Van Gelestraat                     |                | rue Colonel Van Gele                      |                                               | Etterbeek | |
| Koloniënstraat                             |                | rue des Colonies                          | Vijfhoek                                      | Brussel | |
| Komediantenstraat                          |                | rue des Comédiens                         | Vijfhoek                                      | Brussel | |
| Koning Albert II-laan                      |                | boulevard du Roi Albert II                |                                               | Sint-Joost-ten-Node, Brussel, Schaarbeek                                                                                            | tot 1999 Verlengde Émile Jacqmainlaan genoemd |
| Koninginnegalerij                          |                | galerie de la Reine                       | Vijfhoek                                      | Brussel | |
| Koninginneplein                            |                | place de la Reine                         |                                               | Schaarbeek | |
| Koninginnestraat                           |                | rue de la Reine                           | Vijfhoek                                      | Brussel | |
| Koningsgalerij                             |                | galerie du Roi                            | Vijfhoek                                      | Brussel | |
| Koningsplein                               |                | place Royale                              | Vijfhoek                                      | Brussel | |
| Koningsstraat                              |                | rue Royale                                | Vijfhoek                                      | Brussel, Sint-Joost-ten-Node, Schaarbeek                                                                                            | |
| Koninklijke Sint-Hubertusgalerijen         |                | galeries royales Saint-Hubert             | Vijfhoek                                      | Brussel | |
| Koolbrandersstraat                         |                | rue des Charbonniers                      |                                               | Sint-Joost-ten-Node | |
| Koolstraat                                 |                | rue aux Choux                             | Vijfhoek                                      | Brussel | |
| Koopliedenstraat                           |                | rue des Commerçants                       | Vijfhoek                                      | Brussel | |
| Korporaal Claesstraat                      |                | rue Caporal Claes                         |                                               | Schaarbeek | |
| Korporaal Trésigniesstraat                 |                | rue Caporal Trésignies                    |                                               | Vorst | |
| Korte Beenhouwersstraat                    |                | petite rue des Bouchers                   | Vijfhoek                                      | Brussel | |
| Korte Boterstraat                          |                | petite rue au Beurre                      | Vijfhoek                                      | Brussel | |
| Korte Brigittinenstraat                    |                | petite rue des Brigitinnes                | Vijfhoek (Marollen)                           | Brussel | |
| Korte Kampstraat                           |                | petite rue du Camp                        |                                               | Brussel (Haren) | |
| Korte Metrologielaan                       |                | petite avenue de la Métrologie            |                                               | Brussel (Haren) | |
| Korte Minimenstraat                        |                | petite rue des Minimes                    | Vijfhoek                                      | Brussel | |
| Korte Museumstraat                         |                | petite rue du Musée                       | Vijfhoek                                      | Brussel | |
| Kortenberglaan                             |                | avenue de Cortenbergh                     |                                               | Brussel | |
| Korte Noordstraat                          |                | petite rue du Nord                        | Vijfhoek                                      | Brussel | |
| Korte Spaarbekkenstraat                    |                | petite rue du Bassin Collecteur           |                                               | Brussel (Haren) | |
| Korte Violetstraat                         |                | petite rue de la Violette                 | Vijfhoek                                      | Brussel | |
| Kortenbachstraat                           |                | rue de Cortenbach                         |                                               | Brussel (Haren) | |
| Koudenberg                                 |                | Coudenberg                                | Vijfhoek                                      | Brussel | |
| Krakeelplein                               |                | place de la Querelle                      | Vijfhoek ( Marollen)                          | Brussel | |
| Krakeelstraat                              |                | rue de la Querelle                        | Vijfhoek (Marollen)                           | Brussel | |
| Krekelendries                              |                | Krekelendries                             |                                               | Brussel (Haren) | |
| Kreupelenstraat                            |                | rue des Boiteux                           | Vijfhoek                                      | Brussel | |
| Kriekgang                                  |                | passage de la Kriek                       | Tour & Taxis                                  | Brussel | |
| Kristinastraat                             |                | rue Christine                             | Vijfhoek                                      | Brussel | |
| Kruidtuinlaan                              |                | boulevard du Jardin Botanique             | Vijfhoek                                      | Brussel | |
| Kruidtuinstraat                            |                | rue Botanique                             |                                               | Sint-Joost-ten-Node | |
| Kruisboogschuttersstraat                   |                | rue des Arbalétriers                      | Vijfhoek (Marollen)                           | Brussel | |
| Kruisvaartenstraat                         |                | rue des Croisades                         |                                               | Sint-Joost-ten-Node | |
| Kruitmolenstraat                           |                | rue de la Poudrière                       | Vijfhoek                                      | Brussel | |
| Kuipersstraat                              |                | rue des Tonneliers                        | Vijfhoek                                      | Brussel | |
| Kuipgang                                   |                | impasse de la Cuve                        | Vijfhoek                                      | Brussel | |
| Kunstberg                                  |                | mont des Arts                             | Vijfhoek                                      | Brussel | |
| Kunstlaan                                  |                | avenue des Arts                           |                                               | Sint-Joost-ten-Node, Brussel | |
| Kuregemsestraat                            |                | rue de Cureghem                           | Vijfhoek                                      | Brussel | |
| Lacaillestraat                             |                | rue La Caille                             | Vijfhoek                                      | Brussel | |
| Laddersstraat                              |                | rue des Échelles                          | Vijfhoek (Kaaienwijk)                         | Brussel | |
| Lakensestraat                              |                | rue de Laeken                             | Vijfhoek                                      | Brussel | |
| Lambermontlaan                             |                | boulevard Lambermont                      |                                               | Schaarbeek | |
| Lambermontstraat                           |                | rue Lambermont                            | Vijfhoek                                      | Brussel | |
| Land van Luikstraatje                      |                | rue du Pays de Liège                      | Vijfhoek (Kaaienwijk)                         | Brussel | |
| Landhuisjesstraat                          |                | rue des Cottages                          |                                               | Ukkel | |
| Lebeaustraat                               |                | rue Lebeau                                | Vijfhoek (Zavel)                              | Brussel | |
| Léon Lepagestraat                          |                | rue Léon Lepage                           | Vijfhoek                                      | Brussel | |
| Leopold II-laan                            |                | boulevard Léopold II                      |                                               | Sint-Jans-Molenbeek, Koekelberg | |
| Léopold Lendersstraat                      |                | rue Léopold Lenders                       |                                               | Sint-Joost-ten-Node | |
| Leopoldstraat                              |                | rue Léopold                               | Vijfhoek                                      | Brussel | |
| Leuvenseplein                              |                | place de Louvain                          | Vijfhoek                                      | Brussel | |
| Leuvenseweg                                |                | rue de Louvain                            | Vijfhoek                                      | Brussel | |
| Liedtsplein                                |                | place Liedts                              |                                               | Schaarbeek | |
| Liefdadigheidsstraat                       |                | rue de la Charité                         |                                               | Sint-Joost-ten-Node | |
| Lievevrouwbroersstraat                     |                | rue des Grands Carmes                     | Vijfhoek                                      | Brussel | ook Baard en Kalestraat naar de reeks Baard en Kale |
| Lindestraat                                |                | rue du Tilleul                            |                                               | Evere, Schaarbeek | oneven huisnummers in Evere |
| Linnéstraat                                |                | rue Linné                                 |                                               | Sint-Joost-ten-Node, Schaarbeek | tot 1878, het honderdste sterfjaar van Linnaeus, Nevreumontstraat of Névraumontstraat geheten |
| Locquenghienstraat                         |                | rue Locquenghien                          | Vijfhoek (Kaaienwijk)                         | Brussel | |
| Loksumstraat                               |                | rue de Loxum                              | Vijfhoek                                      | Brussel | |
| Lollepotstraat                             |                | rue de la Chaufferette                    | Vijfhoek                                      | Brussel | |
| Lombardstraat                              |                | rue du Lombard                            | Vijfhoek                                      | Brussel | lombard = inpandnemer |
| Loofstraat                                 |                | rue de la Verdure                         | Vijfhoek                                      | Brussel | |
| Louis Bertrandlaan                         |                | avenue Louis Bertrand                     |                                               | Schaarbeek | |
| Louis Clesselaan                           |                | avenue Louis Clesse                       |                                               | Oudergem | in 1938 vernoemd naar de kunstschilder Louis Clesse |
| Louizalaan                                 |                | avenue Louise                             |                                               | Brussel | |
| Louizaplein                                |                | place Louise                              |                                               | Brussel, Sint-Gillis | |
| Luchtschipstraat                           |                | rue de l'Aéronef                          |                                               | Evere | |
| Luitenant-generaal Pirelaan                |                | avenue du Lieutenant-général Pire         |                                               | Sint-Pieters-Woluwe | |
| Luitenant-kolonel Louis Bégaultgaarde      |                | clos du Lieutenant-colonel Louis Bégault  |                                               | Elsene | aan de Derbylaan ter hoogte van hoek Bijenlaan |
| Luxemburgplein                             |                | place du Luxembourg                       |                                               | Elsene | |
| Maagdenstraat                              |                | rue des Vierges                           | Vijfhoek                                      | Brussel | |
| Maalbeekdalhof                             |                | jardin (de la vallée) du Maelbeek         |                                               | Sint-Joost-ten-Node | |
| Maarschalk Fochlaan                        |                | avenue du Maréchal Foch                   |                                               | Schaarbeek | |
| Maarschalk Neylaan                         |                | avenue du Maréchal Ney                    |                                               | Ukkel | |
| Madouplein                                 |                | place Madou                               |                                               | Sint-Joost-ten-Node | |
| Madrillegang                               |                | impasse Madrille                          | Vijfhoek                                      | Brussel | |
| Magdalenasteenweg                          |                | rue de la Madeleine                       | Vijfhoek                                      | Brussel | |
| Marconistraat                              |                | rue Marconi                               |                                               | Vorst | |
| Marcqstraat                                |                | rue Marcq                                 | Vijfhoek (Kaaienwijk)                         | Brussel | |
| Marguerite Durassquare                     |                | square Marguerite Duras                   | Vijfhoek (Kaaienwijk)                         | Brussel | eertijds Pantsertroepensquare |
| Marguerite Yourcenardoorgang               |                | passage Marguerite Yourcenar              | Vijfhoek (Zavel)                              | Brussel | |
| Marguerite Yourcenarlaan                   |                | avenue Marguerite Yourcenar               |                                               | Elsene | |
| Maria-Theresiastraat                       |                | rue Marie-Thérèse                         |                                               | Brussel, Sint-Joost-ten-Node | |
| Marie Popelinstraat                        |                | rue Marie Popelin                         |                                               | Sint-Joost-ten-Node | |
| Maritiemdreef                              |                | drève Maritime                            | Tour & Taxis                                  | Brussel | |
| Markiesstraat                              |                | rue du Marquis                            | Vijfhoek                                      | Brussel | |
| Marktstraat                                |                | rue du Marché                             |                                               | Sint-Joost-ten-Node | |
| Martelarenplein                            |                | place des Martyrs                         | Vijfhoek                                      | Brussel | |
| Matrozengang                               |                | impasse des Matelots                      | Vijfhoek (Kaaienwijk)                         | Brussel | |
| Maurice Lemonnierlaan                      |                | boulevard Maurice Lemonnier               | Vijfhoek                                      | Brussel | |
| Meanderstraat                              |                | rue du Méandre                            | Tour & Taxis                                  | Brussel | |
| Mechelsestraat                             |                | rue de Malines                            | Vijfhoek                                      | Brussel | |
| Meiboomstraat                              |                | rue du Meiboom                            | Vijfhoek                                      | Brussel | wordt niet vertaald |
| Melsensstraat                              |                | rue Melsens                               | Vijfhoek (Kaaienwijk)                         | Brussel | |
| Menslievendheidstraat                      |                | rue de la Philanthropie                   | Vijfhoek (Marollen)                           | Brussel | in 2014 nog in oude spelling Menschlievendheidstraat op oud straatnaambord op hoek met Aanaardingsstraat/Aanvullingsstraat |
| Eddy Merckxplein                           |                | square Eddy Merckx                        |                                               | Sint-Pieters-Woluwe | |
| Merinosstraat                              |                | rue du Mérinos                            |                                               | Sint-Joost-ten-Node | |
| Messidorlaan                               |                | avenue de Messidor                        |                                               | Ukkel | |
| Metrologielaan                             |                | avenue de la Métrologie                   |                                               | Brussel (Haren) | |
| Middaglijnstraat                           |                | rue du Méridien                           |                                               | Sint-Joost-ten-Node | |
| Middelweg                                  |                | Middelweg                                 |                                               | Brussel (Haren) | |
| Minimenstraat                              |                | rue des Minimes                           | Vijfhoek                                      | Brussel | |
| Modelwijklaan                              |                | avenue de la Cité Modèle                  |                                               | Brussel (Laken) | |
| Modelwijksquare                            |                | square de la Cité Modèle                  |                                               | Brussel (Laken) | |
| Moestuinstraat                             |                | rue des Jardins Potagers                  |                                               | Brussel (Haren) | |
| Molenstraat                                |                | rue du Moulin                             |                                               | Sint-Joost-ten-Node | |
| Molièrelaan                                |                | avenue Molière                            |                                               | Vorst, Elsene | |
| Maarschalk Montgomeryplein                 |                | square du Maréchal Montgomery             |                                               | Sint-Pieters-Woluwe | |
| Montserratstraat                           | Marollestroet  | rue Montserrat                            | Vijfhoek (Marollen)                           | Brussel | |
| Moscoustraat                               |                | rue de Moscou                             |                                               | Ukkel | |
| Moutstraat                                 |                | rue de la Braie                           | Vijfhoek                                      | Brussel | |
| Muggenstraat                               |                | rue des Moucherons                        | Vijfhoek                                      | Brussel | |
| Muntplein                                  |                | place de la Monnaie                       | Vijfhoek                                      | Brussel | |
| Museumplein                                |                | place du Musée                            | Vijfhoek                                      | Brussel | |
| Museumstraat                               |                | rue du Musée                              | Vijfhoek                                      | Brussel | |
| Musinstraat                                |                | rue Musin                                 |                                               | Sint-Joost-ten-Node | vernoemd naar de schilder François-Étienne Musin |
| Mussenstraat                               |                | rue des Moineaux                          | Vijfhoek                                      | Brussel | |
| Muziekplein                                |                | place de la Musique                       | Tour & Taxis                                  | Brussel | |
| Naam Jezusstraat                           |                | rue du Nom de Jésus                       | Vijfhoek (Kaaienwijk)                         | Brussel | |
| Naamsestraat                               |                | rue de Namur                              | Vijfhoek                                      | Brussel | |
| Nancystraat                                |                | rue de Nancy                              | Vijfhoek (Marollen)                           | Brussel | |
| Natiënsquare                               |                | square des Nations                        |                                               | Brussel | |
| Natieplein                                 |                | place de la Nation                        | Vijfhoek                                      | Brussel | |
| Negende Linielaan                          |                | boulevard du Neuvième de Ligne            | Vijfhoek (Kaaienwijk)                         | Brussel | |
| Nevelkade                                  |                | quai des Brumes                           | Tour & Taxis                                  | Brussel | |
| Nieuwbrugstraat                            |                | rue du Pont-Neuf                          | Vijfhoek                                      | Brussel | |
| Nieuwe Graanmarkt                          |                | rue du Nouveau Marché aux Grains          | Vijfhoek                                      | Brussel | rue in het Frans maar geen straat in het Nederlands |
| Nieuwland                                  |                | rue Terre-Neuve                           | Vijfhoek                                      | Brussel | rue in het Frans maar geen straat in het Nederlands |
| Nieuwpoortlaan                             |                | boulevard de Nieuport                     | Vijfhoek                                      | Brussel | |
| Nieuwstraat                                |                | rue Neuve                                 | Vijfhoek                                      | Brussel | |
| Ninoofseplein                              |                | place de Ninove                           | Vijfhoek                                      | Brussel | |
| Ninoofsepoort                              |                | porte de Ninove                           | Vijfhoek                                      | Brussel | |
| Noendelle                                  |                | Noendelle                                 |                                               | Brussel (Haren) | |
| Noorddoorgang                              |                | passage du Nord                           | Vijfhoek                                      | Brussel | |
| Noordplein                                 |                | place du Nord                             |                                               | Sint-Joost-ten-Node | |
| Noordstraat                                |                | rue du Nord                               | Vijfhoek                                      | Brussel | |
| Oestersgang                                |                | impasse aux Huîtres                       | Vijfhoek                                      | Brussel | |
| Oeverpoort                                 |                | porte du Rivage                           | Vijfhoek (Dansaertwijk)                       | Brussel | naam gekozen door bevolking in 2013 |
| Olivetenhof                                |                | rue du Jardin des Olives                  | Vijfhoek                                      | Brussel | |
| Olmpjeslaan                                |                | avenue des Ormeaux                        |                                               | Ukkel | |
| Ommegangstraat                             |                | rue de l'Ommegang                         | Vijfhoek (Broekwijk)                          | Brussel | |
| Omwentelingsstraat                         |                | rue de la Révolution                      | Vijfhoek                                      | Brussel | |
| Onderlinge Bijstandstraat                  |                | rue de la Mutualité                       |                                               | Ukkel, Vorst | |
| Onderrichtsstraat                          |                | rue de l'Enseignement                     | Vijfhoek                                      | Brussel | |
| Ons-Heerstraat                             |                | rue Notre-Seigneur                        | Vijfhoek                                      | Brussel | |
| Onyxsquare                                 |                | square de l'Onyx                          |                                               | Brussel (Laken) | |
| Onze-Lieve-Vrouw van Gratiestraat          |                | rue Notre-Dame de Grâces                  | Vijfhoek (Marollen)                           | Brussel | |
| Onze-Lieve-Vrouw van Vaakstraat            |                | rue Notre-Dame du Sommeil                 | Vijfhoek                                      | Brussel | |
| Onze-Lievevrouwstraat                      |                | rue Notre-Dame                            |                                               | Sint-Lambrechts-Woluwe | |
| Oogststraat                                |                | rue des Moissons                          |                                               | Sint-Joost-ten-Node | |
| Ooievaarsstraat                            |                | rue de la Cigogne                         | Vijfhoek                                      | Brussel | |
| Oppemstraat                                |                | rue d'Ophem                               | Vijfhoek                                      | Brussel | |
| Oratoriënberg                              |                | rue Montagne de l'Oratoire                | Vijfhoek                                      | Brussel | |
| Ossekopgang                                |                | impasse de la Tête de Boeuf               | Vijfhoek                                      | Brussel | |
| Ossengang                                  |                | impasse des Boeufs                        | Vijfhoek                                      | Brussel | |
| Oude Graanmarkt                            |                | rue du Vieux Marché aux Grains            | Vijfhoek                                      | Brussel | rue in het Frans maar geen straat in het Nederlands |
| Oude Middelweg                             |                | Ancien Middelweg                          |                                               | Brussel (Haren) | |
| Oude Steenweg op Haacht                    |                | ancienne chaussée de Haecht               |                                               | Brussel (Haren), Diegem (Vlaams-Brabant)                                                                                            | ook Oude Haachtsesteenweg |
| Oudijzergang                               |                | impasse de la Ferraille                   | Vijfhoek                                      | Brussel | |
| Oud Korenhuis                              |                | place de la Vieille Halle aux Blés        | Vijfhoek                                      | Brussel | |
| Overvloedstraat                            |                | rue de l'Abondance                        |                                               | Sint-Joost-ten-Node | |
| Paalstraat                                 |                | rue de la Borne                           |                                               | Sint-Jans-Molenbeek | |
| Paardgang                                  |                | impasse du Cheval                         | Vijfhoek                                      | Brussel | |
| Pachecolaan                                |                | boulevard Pachéco                         | Vijfhoek                                      | Brussel | |
| Pacificatiestraat                          |                | rue de la Pacification                    |                                               | Sint-Joost-ten-Node, Brussel | vernoemd naar de Pacificatie van Gent |
| Pacificgalerij                             |                | galerie Pacific                           |                                               | Sint-Joost-ten-Node | |
| Pakhuisstraat                              |                | rue du Magasin                            | Vijfhoek (Kaaienwijk)                         | Brussel | |
| Paleizenplein                              |                | place des Palais                          | Vijfhoek                                      | Brussel | |
| Pantsertroepenssquare                      |                | square des Blindés                        | Vijfhoek                                      | Brussel | |
| Papenvest                                  |                | rue du Rempart des Moines                 | Vijfhoek                                      | Brussel | |
| Park van Brussel                           |                | parc de Bruxelles                         | Vijfhoek                                      | Brussel | |
| Parkdreef                                  |                | drève du Parc                             | Tour & Taxis                                  | Brussel | |
| Parlementsgalerij                          |                | galerie du Parlement                      | Vijfhoek                                      | Brussel | |
| Parlementstraat                            |                | rue du Parlement                          | Vijfhoek                                      | Brussel | |
| Parochiaansstraat                          |                | rue des Paroissiens                       | Vijfhoek                                      | Brussel | |
| Parochiestraat                             |                | rue de la Paroisse                        |                                               | Brussel (Haren) | |
| Passage 44                                 |                | Passage 44                                | Vijfhoek                                      | Brussel | aan Kruidtuinlaan 44 |
| Passendaelestraat                          |                | rue de Passchendaele                      | Vijfhoek                                      | Brussel | |
| Paternostergang                            |                | impasse du Chapelet                       | Vijfhoek                                      | Brussel | |
| Patrice Lumumbasquare                      |                | square Patrice Lumumba                    | Matonge                                       | Brussel | sinds 30 juni 2018 |
| Paul Deschanellaan                         |                | avenue Paul Deschanel                     |                                               | Schaarbeek, Sint-Joost-ten-Node | |
| Paul Devauxstraat                          |                | rue Paul Devaux                           | Vijfhoek                                      | Brussel | |
| Pelikaanstraat                             |                | rue du Pélican                            | Vijfhoek (Broekwijk)                          | Brussel | |
| Peperstraat                                |                | rue du Poivre                             | Vijfhoek                                      | Brussel | |
| Peterseliestraat                           |                | rue du Persil                             | Vijfhoek                                      | Brussel | |
| Philippe de Champagnestraat                |                | rue Philippe de Champagne                 | Vijfhoek                                      | Brussel | |
| Picardstraat                               |                | rue Picard                                |                                               | Brussel, Sint-Jans-Molenbeek | |
| Pieremansstraat                            |                | rue Pieremans                             | Vijfhoek                                      | Brussel | |
| Pieter Breughel de Oudesquare              |                | square Breughel l'ancien                  | Vijfhoek (Marollen)                           | Brussel | |
| Pippelingstraat                            |                | rue de la Reinette                        | Vijfhoek (Zavel)                              | Brussel | |
| Plantenstraat                              |                | rue des Plantes                           |                                               | Sint-Joost-ten-Node | |
| Plattesteen                                |                | Plattesteen                               | Vijfhoek                                      | Brussel | ook Harry Brownstraat |
| Pleisterstraat                             |                | rue du Relais                             |                                               | Elsene | |
| Pletinckxstraat                            |                | rue Pletinckx                             | Vijfhoek                                      | Brussel | |
| Pluimstraat                                | Petit Villa    | rue de la Plume                           | Vijfhoek                                      | Brussel | |
| Poelaertplein                              |                | place Poelaert                            | Vijfhoek                                      | Brussel | |
| Poolstraat                                 |                | rue du Pôle                               |                                               | Sint-Joost-ten-Node | |
| Poppegang                                  |                | impasse de la Poupée                      | Vijfhoek                                      | Brussel | |
| Populierstraat                             |                | rue du Peuplier                           | Vijfhoek                                      | Brussel | |
| Poststraat                                 |                | rue de la Poste                           |                                               | Sint-Joost-ten-Node, Schaarbeek | |
| Pottenbakkersstraat                        |                | rue des Potiers                           | Vijfhoek                                      | Brussel | |
| Pralinegang                                |                | passage de la Praline                     | Tour & Taxis                                  | Brussel | |
| Predikherenstraat                          |                | rue des Dominicains                       | Vijfhoek                                      | Brussel | |
| Priemstraat                                |                | rue du Poinçon                            | Vijfhoek                                      | Brussel | |
| Priestersstraat                            | Poepegang      | rue des Prêtres                           | Vijfhoek (Marollen)                           | Brussel | |
| Prinsengalerij                             |                | galerie des Princes                       | Vijfhoek                                      | Brussel | |
| Prinsenstraat                              |                | rue des Princes                           | Vijfhoek                                      | Brussel | |
| Prins Karelsquare                          |                | square Prince Charles                     |                                               | Brussel (Laken) | |
| Prins Leopoldsquare                        |                | square Prince Léopold                     |                                               | Brussel (Laken) | |
| Putterij                                   |                | Putterie                                  | Vijfhoek                                      | Brussel | |
| Putterijsquare                             |                | square de la Putterie                     | Vijfhoek                                      | Brussel | |
| Queteletplein                              |                | place Quetelet                            |                                               | Sint-Joost-ten-Node | vernoemd naar Adolphe Quetelet |
| Radstraat                                  |                | rue de la Roue                            | Vijfhoek                                      | Brussel | |
| Raketstraat                                |                | rue de la Fusée                           |                                               | Evere, Brussel (Haren) | |
| Ransonstraat                               |                | rue Ranson                                |                                               | Brussel (Haren) | |
| Rapenstraat                                |                | rue des Navets                            | Vijfhoek                                      | Brussel | |
| Ravensteingalerij                          |                | galerie Ravenstein                        | Vijfhoek                                      | Brussel | |
| Ravensteinstraat                           |                | rue Ravenstein                            | Vijfhoek                                      | Brussel | |
| Redersplein                                |                | place des Armateurs                       |                                               | Brussel | |
| Reebokstraat                               |                | rue du Chevreuil                          | Vijfhoek (Marollen)                           | Brussel | |
| Regentlaan                                 |                | boulevard du Régent                       | Vijfhoek                                      | Brussel | |
| Regentschapsstraat                         |                | rue de la Régence                         | Vijfhoek                                      | Brussel | |
| Riddervaanlaan                             |                | avenue du Pennon                          |                                               | Evere | |
| Rijkeklarenstraat                          |                | rue des Claires Riches                    | Vijfhoek                                      | Brussel | |
| Ritlaan                                    |                | avenue de la Chevauchée                   |                                               | Evere | |
| Rivierstraat                               |                | rue de la Rivière                         |                                               | Sint-Joost-ten-Node | |
| Rivolistraat                               |                | rue de Rivoli                             | Vijfhoek                                      | Brussel | |
| Rodenbachstraat                            |                | rue Rodenbach                             |                                               | Vorst | |
| Rodepoort                                  |                | rue de la Porte Rouge                     | Vijfhoek                                      | Brussel | rue in het Frans maar geen straat in het Nederlands |
| Roger Abeelsstraat                         |                | rue Roger Abeels                          |                                               | Ganshoren | |
| Rogier van der Weydenstraat                |                | rue Roger van der Weyden                  | Vijfhoek                                      | Brussel | |
| Rogierplein                                |                | place (Charles) Rogier                    |                                               | Sint-Joost-ten-Node | ook Karel Rogierplein |
| Rogierstraat                               |                | rue Rogier                                |                                               | Schaarbeek | |
| Rollebeekstraat                            |                | rue de Rollebeek                          | Vijfhoek (Zavel)                              | Brussel | |
| Rolstraat                                  |                | rue du Rouleau                            | Vijfhoek (Kaaienwijk)                         | Brussel | |
| Romestraat                                 |                | rue de Rome                               |                                               | Sint-Gillis | ook Romastraat |
| Roostergang                                |                | impasse du Gril                           | Vijfhoek (Kaaienwijk)                         | Brussel | |
| Rosa Luxemburgdreef                        |                | allée Rosa Luxembourg                     | Vijfhoek (Stalingrad)                         | Brussel | |
| Rouen-Boviestraat                          |                | rue Rouen-Bovie                           |                                               | Sint-Joost-ten-Node | |
| Rouppeplein                                |                | place Rouppe                              | Vijfhoek                                      | Brussel | |
| Rouppestraat                               |                | rue Rouppe                                | Vijfhoek                                      | Brussel | |
| Rozendal                                   |                | impasse du Val des Roses                  | Vijfhoek                                      | Brussel | ook Rozendaal |
| Rozenstraat                                |                | rue des Roses                             | Vijfhoek (Broekwijk)                          | Brussel | |
| Rubensstraat                               |                | rue Rubens                                |                                               | Schaarbeek | |
| Ruisbroekstraat                            |                | rue de Ruysbroeck                         | Vijfhoek (Zavel)                              | Brussel | |
| Sainctelettesquare                         |                | square Sainctelette                       |                                               | Brussel | |
| Saksen-Coburgstraat                        |                | rue Saxe-Cobourg                          |                                               | Sint-Joost-ten-Node | |
| Sallaertstraat                             |                | rue Sallaert                              | Vijfhoek                                      | Brussel | |
| Salvador Allendesquare                     |                | square Salvador Allende                   | Vijfhoek                                      | Brussel | |
| Samaritanessestraat                        |                | rue de la Samaritaine                     | Vijfhoek (Zavel)                              | Brussel | |
| Scailquinstraat                            |                | rue Scailquin                             |                                               | Sint-Joost-ten-Node | |
| Schepenijlaan                              |                | avenue de l'Échevinage                    |                                               | Ukkel | |
| Schermersstraat                            |                | rue des Escrimeurs                        | Vijfhoek                                      | Brussel | |
| Schietschijfstraat                         |                | rue de la Cible                           |                                               | Sint-Joost-ten-Node, Schaarbeek | |
| Schildknaapstraat                          |                | rue de l'Écuyer                           | Vijfhoek                                      | Brussel | |
| Schildlaan                                 |                | rue de l’Écu                              |                                               | Evere | |
| Schoenengang                               |                | impasse aux Souliers                      | Vijfhoek                                      | Brussel | |
| Schoon Uitzichtlaan                        |                | avenue Bel Air                            |                                               | Ukkel | |
| Schoorsteenvegersstraat                    |                | rue des Ramoneurs                         | Vijfhoek (Marollen)                           | Brussel | |
| Schootstraat                               |                | rue du Pène                               | Vijfhoek                                      | Brussel | |
| Schuddeveldgang                            |                | impasse Schuddeveld                       | Vijfhoek                                      | Brussel | aan het eind bevindt zich het Koninklijk Poppentheater Toone |
| Schuitenkaai                               |                | quai aux Barques                          | Vijfhoek                                      | Brussel | |
| Schumanplein                               |                | rond-point Robert Schuman                 | Europese Wijk                                 | Brussel | |
| Seringstraat                               |                | rue du Lilas                              | Vijfhoek (Kaaienwijk)                         | Brussel | |
| Servandonistraat                           |                | rue Servandoni                            |                                               | Brussel (Haren) | |
| Seutinstraat                               |                | rue Seutin                                |                                               | Schaarbeek | |
| Sikkelgang                                 |                | impasse de la Faucille                    | Vijfhoek (Kaaienwijk)                         | Brussel | |
| Sint-Agatha-Berchemlaan                    |                | avenue de Berchem-Sainte-Agathe           |                                               | Koekelberg | |
| Sint-Alfonsstraat                          |                | rue Saint-Alphonse                        |                                               | Sint-Joost-ten-Node | |
| Sint-Andriesstraat                         |                | rue Saint-André                           | Vijfhoek (Kaaienwijk)                         | Brussel | |
| Sint-Annakerkstraat                        |                | rue de l'Église Sainte-Anne               |                                               | Koekelberg | |
| Sint-Annastraat                            |                | rue Sainte-Anne                           | Vijfhoek (Zavel)                              | Brussel | |
| Sint-Christoffelstraat                     |                | rue Saint-Christophe                      | Vijfhoek                                      | Brussel | ook Sint-Kristoffel(s)straat |
| Sint-Elisabethstraat                       |                | rue Sainte-Élisabeth                      |                                               | Brussel (Haren) | |
| Sinter-Goedeleplein                        |                | place Sainte-Gudule                       | Vijfhoek                                      | Brussel | |
| Sinter-Goedelevoorplein                    |                | parvis Sainte-Gudule                      | Vijfhoek                                      | Brussel | |
| Sint-Franciscusstraat                      |                | rue Saint-François                        |                                               | Sint-Joost-ten-Node | |
| Sint-Gillisvoorplein                       |                | parvis Saint-Gilles                       |                                               | Sint-Gillis | |
| Sint-Gisleinsstraat                        |                | rue Saint-Ghislain                        | Vijfhoek (Marollen)                           | Brussel | |
| Sint-Goriksplein                           |                | place Saint-Géry                          | Vijfhoek                                      | Brussel | |
| Sint-Goriksstraat                          |                | rue Saint-Géry                            | Vijfhoek                                      | Brussel | |
| Sint-Guidocorso                            |                | cours Saint-Guidon                        |                                               | Anderlecht | |
| Sint-Guidostraat                           |                | rue Saint-Guidon                          |                                               | Anderlecht | |
| Sint-Honorédoorgang                        |                | passage Saint-Honoré                      | Vijfhoek                                      | Brussel | |
| Sint-Jacobsgang                            |                | impasse Saint-Jacques                     | Vijfhoek (Zavel)                              | Brussel | eertijds Soepgang, allée du Potage |
| Sint-Jan-Nepomucenusstraat                 |                | rue Saint-Jean Népomucène                 | Vijfhoek (Broekwijk, Kaaienwijk)              | Brussel | |
| Sint-Jansplein                             |                | place Saint-Jean                          | Vijfhoek                                      | Brussel | |
| Sint-Jansstraat                            |                | rue Saint-Jean                            | Vijfhoek                                      | Brussel | |
| Sint-Joostgalerij                          |                | galerie Saint-Josse                       |                                               | Sint-Joost-ten-Node | |
| Sint-Joostplein                            |                | place Saint-Josse                         |                                               | Sint-Joost-ten-Node | |
| Sint-Jooststraat                           |                | rue Saint-Josse                           |                                               | Sint-Joost-ten-Node | |
| Sint-Jorisstraat                           |                | rue Saint-Georges                         |                                               | Elsene | |
| Sint-Jozefstraat                           |                | rue Saint-Joseph                          |                                               | Evere | |
| Sint-Juliaanskerklaan                      |                | rue de l’Église Saint-Julien              |                                               | Oudergem | |
| Sint-Katelijneplein                        |                | place Sainte-Catherine                    | Vijfhoek                                      | Brussel | |
| Sint-Katelijnestraat                       |                | rue Sainte-Catherine                      | Vijfhoek                                      | Brussel | |
| Sint-Lambertuskerkstraat                   |                | rue de l’Église Saint-Lambert             |                                               | Sint-Lambrechts-Woluwe | |
| Sint-Lambrechts-Woluwelaan                 |                | boulevard de la Woluwé-Saint-Lambert      |                                               | Sint-Lambrechts-Woluwe | |
| Sint-Laurensstraat                         |                | rue Saint-Laurent                         | Vijfhoek (Broekwijk)                          | Brussel | |
| Sint-Lazaruslaan                           |                | boulevard Saint-Lazare                    |                                               | Sint-Joost-ten-Node | |
| Sint-Lazarusplein                          |                | place Saint-Lazare                        |                                               | Sint-Joost-ten-Node | |
| Sint-Lazarusstraat                         |                | rue Saint-Lazare                          |                                               | Sint-Joost-ten-Node | |
| Sint-Michielscollegestraat                 |                | rue du Collège Saint-Michel               |                                               | Sint-Pieters-Woluwe | |
| Sint-Michielsstraat                        |                | rue Saint-Michel                          | Vijfhoek                                      | Brussel | |
| Sint-Niklaasgang                           |                | impasse Saint-Nicolas                     | Vijfhoek                                      | Brussel | |
| Sint-Petronillagang                        |                | impasse Sainte-Pétronille                 | Vijfhoek                                      | Brussel | |
| Sint-Pietersstraat                         |                | rue Saint-Pierre                          | Vijfhoek (Broekwijk)                          | Brussel | |
| Sint-Rochusstraat                          |                | rue Saint-Roch                            | Vijfhoek (Broekwijk)                          | Brussel | |
| Sint-Sebastiaansgang                       |                | impasse Saint-Sébastien                   | Vijfhoek                                      | Brussel | |
| Sint-Theresiastraat                        |                | rue Sainte-Thérèse                        | Vijfhoek                                      | Brussel | |
| Sistervatstraat                            |                | rue de la Rasière                         | Vijfhoek                                      | Brussel | |
| Slachthuislaan                             |                | boulevard de l'Abattoir                   | Vijfhoek                                      | Brussel | |
| Slachthuisstraat                           |                | rue de l'Abattoir                         | Vijfhoek                                      | Brussel | |
| Sleutelstraat                              |                | rue de la Clé                             | Vijfhoek                                      | Brussel | |
| Slotstraat                                 |                | rue de la Serrure                         | Vijfhoek                                      | Brussel | |
| Spaarbekkenstraat                          |                | rue du Bassin Collecteur                  |                                               | Brussel (Haren) | |
| Spaarstraat                                |                | rue de l'Épargne                          | Vijfhoek (Broekwijk)                          | Brussel | |
| Spaarzaamheidsstraat                       | Rattestroet    | rue de l’Économie                         | Vijfhoek (Marollen)                           | Brussel | ook Zuinigheidsstraat |
| Spanjeplein                                |                | place d'Espagne                           | Vijfhoek                                      | Brussel | |
| Spastraat                                  |                | rue de Spa                                |                                               | Brussel, Sint-Joost-ten-Node | |
| Speculoosgang                              |                | passage du Speculoos                      | Tour & Taxis                                  | Brussel | |
| Speerhaakstraat                            |                | rue de la Bigorne                         |                                               | Sint-Joost-ten-Node | |
| Spiegelstraat                              |                | rue du Miroir                             | Vijfhoek                                      | Brussel | |
| Spoor 1                                    |                | Voie 1                                    | Tour & Taxis                                  | Brussel | |
| Spoor 2                                    |                | Voie 2                                    | Tour & Taxis                                  | Brussel | |
| Spoormakersstraat                          |                | rue des Éperonniers                       | Vijfhoek                                      | Brussel | |
| Spoorwegstraat                             |                | rue du Chemin de Fer                      |                                               | Sint-Joost-ten-Node | |
| Staartsterstraat                           |                | rue de la Comète                          |                                               | Sint-Joost-ten-Node | |
| Staatsbladstraat                           |                | rue du Moniteur                           | Vijfhoek                                      | Brussel | |
| Stalingradlaan                             |                | avenue de Stalingrad                      | Vijfhoek                                      | Brussel | |
| Stapelhuizenstraat                         |                | rue des Entrepôts                         | Tour & Taxis                                  | Brussel | |
| Steenkoolkaai                              |                | quai à la Houille                         | Vijfhoek                                      | Brussel | |
| Steenstraat                                |                | rue des Pierres                           | Vijfhoek                                      | Brussel | ook Lucky Lukestraat naar de reeks Lucky Luke |
| Steenweg op Alsemberg                      |                | chaussée d’Alsemberg                      |                                               | Sint-Gillis, Vorst, Ukkel, Vlaams-Brabant                                                                                           | ook Alsembergsesteenweg |
| Steenweg op Anderlecht                     |                | rue d'Anderlecht                          | Vijfhoek                                      | Brussel | ook Anderlechtsesteenweg |
| Steenweg op Bergen                         |                | chaussée de Mons                          |                                               | Anderlecht, Sint-Pieters-Leeuw (Vlaams-Brabant)                                                                                     | ook Bergensesteenweg |
| Steenweg op Boondaal                       |                | chaussée de Boondael                      |                                               | Elsene | ook Boondaalsesteenweg |
| Steenweg op Bosvoorde                      |                | chaussée de Boitsfort                     |                                               | Elsene, Brussel, Watermaal-Bosvoorde                                                                                                | ook Bosvoordsesteenweg |
| Steenweg op Brussel                        |                | chaussée de Bruxelles                     |                                               | Vorst | ook Brusselsesteenweg |
| Steenweg op Buda                           |                | chaussée de Buda                          |                                               | Brussel (Haren) | ook Budasesteenweg |
| Steenweg op Charleroi                      |                | chaussée de Charleroi                     |                                               | Brussel, Sint-Gillis | ook Charleroisesteenweg |
| Steenweg op Dielegem                       |                | chaussée de Dieleghem                     |                                               | Jette | ook Dielegemsesteenweg |
| Steenweg op Drogenbos                      |                | chaussée de Drogenbos                     |                                               | Ukkel, Drogenbos (Vlaams-Brabant)                                                                                                   | ook Drogenbossesteenweg |
| Steenweg op Elsene                         |                | chaussée d'Ixelles                        |                                               | Elsene | ook Elsensesteenweg |
| Steenweg op Etterbeek                      |                | chaussée d’Etterbeek                      |                                               | Brussel, Etterbeek | ook Etterbeeksesteenweg |
| Steenweg op Gent                           |                | chaussée de Gand                          |                                               | Sint-Jans-Molenbeek, Koekelberg, Sint-Agatha-Berchem                                                                                | ook Gentsesteenweg |
| Steenweg op Haacht                         |                | chaussée de Haecht                        |                                               | Sint-Joost-ten-Node, Schaarbeek, Evere, Brussel, Diegem (Vlaams-Brabant)                                                            | ook Haachtsesteenweg |
| Steenweg op Helmet                         |                | chaussée de Helmet                        |                                               | Schaarbeek | ook Helmetsesteenweg |
| Steenweg op Jette                          |                | chaussée de Jette                         |                                               | Koekelberg, Sint-Jans-Molenbeek, Jette                                                                                              | ook Jetsesteenweg |
| Steenweg op Leuven                         |                | chaussée de Louvain                       |                                               | Sint-Joost-ten-Node, Brussel (Wijk van de Squares), Schaarbeek, Evere, Sint-Lambrechts-Woluwe, Sint-Stevens-Woluwe (Vlaams-Brabant) | ook Leuvensesteenweg |
| Steenweg op Merchtem                       |                | chaussée de Merchtem                      |                                               | Sint-Jans-Molenbeek | ook Merchtemsesteenweg |
| Steenweg op Neerstalle                     |                | chaussée de Neerstalle                    |                                               | Vorst, Ukkel | ook Neerstalsesteenweg |
| Steenweg op Ninove                         |                | chaussée de Ninove                        |                                               | Sint-Jans-Molenbeek, Anderlecht, Sint-Jans-Molenbeek, Dilbeek (Vlaams-Brabant)                                                      | ook Ninoofsesteenweg |
| Steenweg op Ruisbroek                      |                | chaussée de Ruisbroek                     |                                               | Vorst, Ukkel, Drogenbos (Vlaams-Brabant)                                                                                            | ook Ruisbroeksesteenweg |
| Steenweg op Sint-Jansberg                  |                | route de Mont Saint-Jean                  |                                               | Oudergem, Watermaal-Bosvoorde | ook Sint-Jansbergsteenweg |
| Steenweg op Sint-Job                       |                | chaussée de Saint-Job                     |                                               | Ukkel | ook Sint-Jobsesteenweg |
| Steenweg op Stokkel                        |                | chaussée de Stockel                       |                                               | Sint-Lambrechts-Woluwe, Sint-Pieters-Woluwe                                                                                         | ook Stokkelsesteenweg |
| Steenweg op Terhulpen                      |                | chaussée de La Hulpe                      |                                               | Ukkel, Brussel, Watermaal-Bosvoorde, Hoeilaart (Vlaams-Brabant)                                                                     | ook Terhulpensesteenweg en Terhulpsesteenweg |
| Steenweg op Tervuren                       |                | chaussée de Tervueren                     |                                               | Oudergem | ook Tervuursesteenweg |
| Steenweg op Vilvoorde                      |                | chaussée de Vilvorde                      | Laken, Neder-Over-Heembeek, Ransbeek-Heembeek | Brussel (Laken), Brussel (Neder-Over-Heembeek)                                                                                      | ook Vilvoordsesteenweg |
| Steenweg op Vleurgat                       |                | chaussée de Vleurgat                      |                                               | Elsene, Brussel | ook Vleurgatsesteenweg |
| Steenweg op Vorst                          |                | chaussée de Forest                        |                                               | Sint-Gillis, Vorst | ook Vorstsesteenweg |
| Steenweg op Watermaal                      |                | chaussée de Watermael                     |                                               | Oudergem | ook Watermaalsesteenweg |
| Steenweg op Waterloo                       |                | chaussée de Waterloo                      |                                               | Sint-Gillis, Elsene, Ukkel, Sint-Genesius-Rode (Vlaans-Brabant)                                                                     | ook Waterlosesteenweg |
| Steenweg op Waver                          |                | chaussée de Wavre                         |                                               | Elsene, Etterbeek, Oudergem | ook Waversesteenweg |
| Steenweg op Wemmel                         |                | chaussée de Wemmel                        |                                               | Jette | ook Wemmelsesteenweg |
| Steenweg op Zellik                         |                | chaussée de Zellik                        |                                               | Sint-Agatha-Berchem | ook Zelliksesteenweg |
| Stefaniaplein                              |                | place Stéphanie                           |                                               | Brussel | |
| Sterrenkundelaan                           |                | avenue de l'Astronomie                    |                                               | Sint-Joost-ten-Node | |
| Stoelenmakersstraat                        |                | rue des Chaisiers                         | Vijfhoek                                      | Brussel | |
| Stoempgang                                 |                | passage du Stoemp                         | Tour & Taxis                                  | Brussel | |
| Stoofstraat                                |                | rue de l'Étuve                            | Vijfhoek                                      | Brussel | |
| Stormhelmlaan                              |                | avenue des l’Armet                        |                                               | Evere | |
| Stormstraat                                |                | rue d'Assaut                              | Vijfhoek (Zavel)                              | Brussel | |
| Straatsburgstraat                          |                | rue de Strasbourg                         |                                               | Brussel (Haren) | |
| Strijdvlegellaan                           |                | avenue du Fléau d’Armes                   |                                               | Evere | |
| Stroobantsstraat                           |                | rue Stroobants                            |                                               | Evere | |
| Strostraat                                 |                | rue de la Paille                          | Vijfhoek (Zavel)                              | Brussel | |
| Stuiversstraat                             |                | rue des Sols                              | Vijfhoek                                      | Brussel | |
| Surlet de Chokierplein                     |                | place Surlet de Chokier                   | Vijfhoek                                      | Brussel | |
| t'Kintstraat                               |                | rue t'Kint                                | Vijfhoek                                      | Brussel | |
| t'Serclaesstraat                           |                | rue t'Serclaes                            | Vijfhoek                                      | Brussel | vernoemd naar Everaard t'Serclaes |
| Taborastraat                               |                | rue de Tabora                             | Vijfhoek                                      | Brussel | |
| Tempelstraat                               |                | rue du Temple                             | Vijfhoek (Marollen)                           | Brussel | |
| Terarkenstraat                             |                | rue Terarken                              | Vijfhoek                                      | Brussel | |
| Terkamerendalsquare                        |                | square du Val de la Cambre                |                                               | Elsene | |
| Tervurenlaan                               |                | avenue de Tervueren                       |                                               | Etterbeek, Sint-Pieters-Woluwe, Oudergem                                                                                            | |
| Theresianenstraat                          |                | rue Thérésienne                           | Vijfhoek                                      | Brussel | |
| Tiberghienstraat                           |                | rue Tiberghien                            |                                               | Sint-Joost-ten-Node | |
| Timmerhoutkaai                             |                | quai au Bois de Construction              | Vijfhoek                                      | Brussel | |
| Timmerliedenstraat                         |                | rue des Charpentiers                      | Vijfhoek (Marollen)                           | Brussel | ook Timmermansstraat |
| Tornooiveldlaan                            |                | avenue du Tornooiveld                     |                                               | Evere | |
| Trapstraat                                 |                | rue de l'Escalier                         | Vijfhoek                                      | Brussel | |
| Trassersweg                                |                | Trassersweg                               |                                               | Brussel (Neder-Over-Heembeek) | |
| Treurenberg                                |                | Treurenberg                               | Vijfhoek                                      | Brussel | |
| Tribunestraat                              |                | rue de la Tribune                         | Vijfhoek                                      | Brussel | |
| Troonplein                                 |                | place du Trône                            | Vijfhoek                                      | Brussel | |
| Troonsafstandsstraat                       |                | rue de l'Abdication                       |                                               | Brussel | ook Troonsaftredingstraat |
| Troonstraat                                |                | rue du Trône                              |                                               | Elsene | |
| Twaalfapostelenstraat                      |                | rue des Douze Apôtres                     | Vijfhoek                                      | Brussel | |
| Tweedekkerstraat                           |                | rue du Biplan                             |                                               | Brussel (Haren), Evere | |
| Tweekerkenstraat                           |                | rue des Deux-Églises                      |                                               | Brussel, Sint-Joost-ten-Node | |
| Tweetorensstraat                           |                | rue des Deux Tours                        |                                               | Sint-Joost-ten-Node | |
| Twyeninckstraat                            |                | rue Twyeninck                             |                                               | Brussel (Haren) | |
| Uniestraat                                 |                | rue de l'Union                            |                                               | Sint-Joost-ten-Node | |
| Ursulinenstraat                            |                | rue des Ursulines                         | Vijfhoek                                      | Brussel | |
| Uurplaatstraat                             |                | rue du Cadran                             |                                               | Sint-Joost-ten-Node | |
| Vaartdijk                                  |                | digue du Canal                            |                                               | Brussel (Haren) | |
| Vaartstraat                                | Barakkestroet  | rue du Canal                              | Vijfhoek                                      | Brussel | |
| Vaderlandsplein                            |                | place de la Patrie                        |                                               | Schaarbeek | |
| Valkstraat                                 | Builestroet    | rue du Faucon                             | Vijfhoek (Marollen)                           | Brussel | eertijds woonde de beul in deze straat |
| Van Arteveldestraat                        |                | rue Van Artevelde                         | Vijfhoek                                      | Brussel | |
| Van Bemmelstraat                           |                | rue Van Bemmel                            |                                               | Sint-Joost-ten-Node | |
| Van Campenhoutstraat                       |                | rue Van Campenhout                        |                                               | Brussel | |
| Van Gaverstraat                            |                | rue Van Gaver                             | Vijfhoek (Kaaienwijk)                         | Brussel | |
| Van Helmontstraat                          |                | rue Van Helmont                           | Vijfhoek                                      | Brussel | |
| Vanhoetergang                              |                | impasse Vanhoeter                         | Vijfhoek                                      | Brussel | ook Van Hoetergang |
| Van Moerstraat                             |                | rue Van Moer                              | Vijfhoek (Zavel)                              | Brussel | |
| Van Orleystraat                            |                | rue Orley                                 | Vijfhoek                                      | Brussel | |
| Van Praetlaan                              |                | avenue Van Praet                          |                                               | Brussel (Laken) | niet te verwarren met de Jules Van Praetstraat |
| Vanden Corputstraat                        |                | rue Vanden Corput                         |                                               | Vorst | |
| Vandenbrandenstraat                        |                | rue Vandenbranden                         | Vijfhoek                                      | Brussel | |
| Vander Elststraat                          |                | rue Vander Elst                           | Vijfhoek (Broekwijk, Kaienwijk)               | Brussel | |
| Vanderhaegenstraat                         |                | rue Vanderhaegen                          | Vijfhoek (Marollen)                           | Brussel | |
| Vanderhoevenstraat                         |                | rue Vanderhoeven                          |                                               | Sint-Joost-ten-Node | |
| Vanderkinderestraat                        |                | rue Vanderkindere                         |                                               | Ukkel | |
| Vandermeulenstraat                         |                | rue Vandermeulen                          | Vijfhoek (Broekwijk)                          | Brussel | |
| Varkensmarkt                               |                | rue du Marché aux Porcs                   | Vijfhoek                                      | Brussel | rue in het Frans maar geen straat in het Nederlands |
| Verbindingslaan                            |                | avenue de la Jonction                     |                                               | Sint-Gillis, Vorst | |
| Verbindingstraat                           |                | rue de la Liaison                         |                                               | Sint-Lambrechts-Woluwe | |
| Verbiststraat                              |                | rue Verbist                               |                                               | Sint-Joost-ten-Node, Schaarbeek | |
| Verboeckhavenstraat                        |                | rue Verboeckhaven                         |                                               | Sint-Joost-ten-Node, Schaarbeek | |
| Verbondsstraat                             |                | rue de l'Alliance                         |                                               | Sint-Joost-ten-Node | |
| Verdunstraat                               |                | rue de Verdun                             |                                               | Brussel (Haren) | |
| Verenigingstraat                           |                | rue de l'Association                      | Vijfhoek                                      | Brussel | |
| Verversstraat                              |                | rue des Teinturiers                       | Vijfhoek                                      | Brussel | |
| Verviersstraat                             |                | rue de Verviers                           |                                               | Sint-Joost-ten-Node, Brussel | ook Mooie Navelsstraat vernoemd naar de reeks Mooie Navels |
| Verzetsplein                               |                | place de la Résistance                    |                                               | Anderlecht | |
| Vesaliusstraat                             |                | rue Vésale                                | Vijfhoek (Broekwijk)                          | Brussel | |
| Vestje                                     |                | rue du Petit Rempart                      | Vijfhoek                                      | Brussel | |
| Victor Hugostraat                          |                | rue Victor Hugo                           |                                               | Schaarbeek | |
| Victoria Reginalaan                        |                | avenue Victoria Regina                    |                                               | Sint-Joost-ten-Node | |
| Victoria Reginaplantsoen                   |                | square Victoria Regina                    |                                               | Sint-Joost-ten-Node | ook Victoria Reginasquare |
| Vier Armenstraat                           |                | rue des Quatre Bras                       | Vijfhoek                                      | Brussel | |
| Vierheemskinderenstraat                    |                | rue des Quatre Fils Aymon                 | Vijfhoek                                      | Brussel | |
| Vier-September-Dagenlaan                   |                | boulevard des Quatre-Journées             |                                               | Sint-Joost-ten-Node | |
| Villa Hermosastraat                        |                | rue Villa Hermosa                         | Vijfhoek                                      | Brussel | |
| Vilvoordselaan                             |                | avenue de Vilvorde                        |                                               | Brussel (Haren) | |
| Violetstraat                               |                | rue de la Violette                        | Vijfhoek                                      | Brussel | |
| Violiergang                                |                | impasse de la Giroflée                    | Vijfhoek                                      | Brussel | |
| Visitandinenstraat                         |                | rue des Visitandines                      | Vijfhoek                                      | Brussel | |
| Visverkopersstraat                         |                | rue des Poissonniers                      | Vijfhoek                                      | Brussel | |
| Vlaamsesteenweg                            |                | rue de Flandre                            | Vijfhoek                                      | Brussel | |
| Vlees-en-Broodstraat                       |                | rue Chair et Pain                         | Vijfhoek                                      | Brussel | |
| Vliegpleinstraat                           |                | rue Plaine d’Aviation                     |                                               | Evere | |
| Vliegveldstraat                            |                | rue de l'Aérodrome                        |                                               | Brussel (Haren) | |
| Vlierwijk                                  |                | cité du Sureau                            | Vijfhoek (Kaaienwijk)                         | Brussel | |
| Vlijtstraat                                |                | rue de l’Application                      |                                               | Oudergem | |
| Voermansgang                               |                | impasse du Roulier                        | Vijfhoek (Kaaienwijk)                         | Brussel | |
| Voldersstraat                              |                | rue des Foulons                           | Vijfhoek                                      | Brussel | |
| von Thurn und Tassisdreef                  |                | drève von Thurn und Tassis                | Tour & Taxis                                  | Brussel | |
| Vonckstraat                                |                | rue Vonck                                 |                                               | Sint-Joost-ten-Node, Schaarbeek | vernoemd naar Jan Frans Vonck |
| Voorlopig Bewindstraat                     |                | rue du Gouvernement Provisoire            | Vijfhoek                                      | Brussel | |
| Vooruitgangstraat                          |                | rue du Progrès                            |                                               | Sint-Joost-ten-Node, Schaarbeek | |
| Voorzienigheidsgang                        |                | impasse de la Providence                  | Vijfhoek (Marollen)                           | Brussel | |
| Voorzorgsstraat                            |                | rue de la Prévoyance                      | Vijfhoek (Marollen)                           | Brussel | |
| Vossenplein                                | den Â met      | place du Jeu de Balle                     | Vijfhoek (Marollen)                           | Brussel | |
| Vossenstraat                               | Vossestroet    | rue des Renards                           | Vijfhoek (Marollen)                           | Brussel | |
| Vredeplein                                 |                | place de la Paix                          |                                               | Evere | |
| Vrijetijdslaan                             |                | avenue des Loisirs                        |                                               | Evere | |
| Vrijheidsplein                             |                | place de la Liberté                       | Vijfhoek                                      | Brussel | |
| Vruntstraat                                |                | rue de l'Amigo                            | Vijfhoek                                      | Brussel | slechte vertaling (vrunt=gevangenis ≠ vriend) des tijds der Spaanse Habsburgers |
| Waaierstraat                               |                | rue de l'Éventail                         | Vijfhoek (Marollen)                           | Brussel | |
| Wachttorenstraat                           |                | rue du Donjon                             |                                               | Brussel (Haren) | |
| Wagenstraat                                |                | rue du Char                               | Vijfhoek                                      | Brussel | |
| Walckierslaan                              |                | avenue Walckiers                          |                                               | Oudergem | |
| Walckierspark                              |                | parc Walckiers                            |                                               | Schaarbeek | |
| Walckiersstraat                            |                | rue Walckiers                             |                                               | Schaarbeek, Evere | oneven nummers in Schaarbeek |
| Walenplein                                 |                | place des Wallons                         | Vijfhoek                                      | Brussel | |
| Wapenrustinglaan                           |                | avenue des Armures                        |                                               | Vorst | |
| Wapenrustinglaan                           |                | avenue du Harnois                         |                                               | Evere | |
| Warandeberg                                |                | rue Montagne du Parc                      | Vijfhoek                                      | Brussel | |
| Warmoesberg                                |                | rue Montagne aux Herbes Potagères         | Vijfhoek                                      | Brussel | |
| Warmoesstraat                              |                | rue Potagère                              |                                               | Sint-Joost-ten-Node, Schaarbeek | |
| Washuisstraat                              |                | rue de la Buanderie                       | Vijfhoek                                      | Brussel | |
| Wasserijstraat                             |                | rue du Lavoir                             | Vijfhoek (Marollen)                           | Brussel | |
| Waterkrachtstraat                          |                | rue Hydraulique                           |                                               | Sint-Joost-ten-Node | |
| Waterleidingsstraat                        |                | rue de l'Aqueduc                          |                                               | Sint-Gillis, Elsene | verlengde van de Aquaductstraat te Sint-Gillis, doorlopende huisnummering |
| Waterloolaan                               |                | boulevard de Waterloo                     | Vijfhoek                                      | Brussel | |
| Waterranonkelstraat                        |                | rue de la Grenouillette                   |                                               | Brussel (Haren) | |
| Watertorengaarde                           |                | clos du Château d'Eau                     |                                               | Brussel (Haren) | |
| Watteeustraat                              |                | rue Watteeu                               | Vijfhoek (Zavel)                              | Brussel | |
| Wautersgang                                |                | allée Wauters                             |                                               | Sint-Joost-ten-Node | ook Wautersallee (op straatnaambord in 2017 bij Sint-Franciscusstraat 38) |
| Wauwermansstraat                           |                | rue Wauwermans                            |                                               | Sint-Joost-ten-Node | vernoemd naar burgemeester Jean-François Wauwermans |
| Weerstandstraat                            |                | rue de la Résistance                      |                                               | Evere | |
| Weidestraat                                |                | rue de la Prairie                         |                                               | Sint-Joost-ten-Node | |
| Wekkergang                                 |                | impasse du Réveil                         | Vijfhoek                                      | Brussel | |
| Weldadigheidsstraat                        |                | rue de la Bienfaisance                    |                                               | Sint-Joost-ten-Node | |
| Weldoenersplein                            |                | place des Bienfaiteurs                    |                                               | Schaarbeek | |
| Werfkaai                                   |                | quai du Chantier                          | Vijfhoek                                      | Brussel | |
| Werfstraat                                 |                | rue du Chantier                           | Vijfhoek (Kaaienwijk)                         | Brussel | |
| Wetstraat                                  |                | rue de la Loi                             | Vijfhoek                                      | Brussel | ook buiten Vijfhoek |
| Wijnheuvelenstraat                         |                | rue des Coteaux                           |                                               | Sint-Joost-ten-Node, Schaarbeek | |
| Wildewoudstraat                            |                | rue du Bois Sauvage                       | Vijfhoek                                      | Brussel | |
| Wilgeroosjesstraat                         |                | rue de l'Osier Fleuri                     |                                               | Brussel (Haren) | |
| Willemsstraat                              |                | rue Willems                               |                                               | Sint-Joost-ten-Node, Brussel | vernoemd naar burgemeester Léonard-Constant Willems |
| Willeriekendreef                           |                | drève de Bonne Odeur                      |                                               | Watermaal-Bosvoorde | |
| Willerieksedreef                           |                | drève de Willerieken                      |                                               | Overijse (Vlaams-Brabant), Oudergem                                                                                                 | ook Welriekende Dreef, oneven huisnummers in Overijse (Vlaams-Brabant) |
| Windmolenstraat                            |                | rue du Moulin à Vent                      |                                               | Evere | |
| Winkelhaakstraat                           |                | rue de l’Équerre                          |                                               | Evere | |
| Winston Churchilllaan                      |                | avenue Winston Churchill                  |                                               | Ukkel | |
| Witloofstraat                              |                | rue du Witloof                            |                                               | Brussel (Haren) | |
| Woelmontstraat                             |                | rue Woelmont                              | Ransbeek-Heembeek                             | Brussel (Neder-Over-Heembeek) | |
| Woeringenstraat                            |                | rue de Woeringen                          | Vijfhoek                                      | Brussel | |
| Wolstraat                                  |                | rue aux Laines                            | Vijfhoek                                      | Brussel | |
| Woluwedal                                  |                | boulevard de la Woluwé                    |                                               | Sint-Pieters-Woluwe, Sint-Lambrechts-Woluwe                                                                                         | ook Woluwelaan |
| Wolvengracht                               |                | rue du Fossé-aux-Loups                    | Vijfhoek                                      | Brussel | rue in het Frans maar geen straat in het Nederlands |
| Yvonne Jospastraat                         |                | rue Yvonne Jospa                          | Vijfhoek                                      | Brussel | |
| Zandstraat                                 |                | rue des Sables                            | Vijfhoek                                      | Brussel | |
| Zaterdagplein                              |                | place du Samedi                           | Vijfhoek                                      | Brussel | |
| Zavelput                                   |                | rue de la Sablonnière                     | Vijfhoek                                      | Brussel | |
| Zavelstraat                                |                | rue des Sablons                           | Vijfhoek (Zavel)                              | Brussel | |
| Zaventemstraat                             |                | rue de Zaventem                           |                                               | Evere | |
| Zeegodenlaan                               |                | avenue des Tritons                        |                                               | Watermaal-Bosvoorde | |
| Zeehondstraat                              |                | rue du Chien Marin                        | Vijfhoek                                      | Brussel | |
| Zeemeeuwenlaan                             |                | avenue des Goëlands                       |                                               | Sint-Pieters-Woluwe | |
| Zeemtouwersstraat                          |                | rue des Mégissiers                        |                                               | Anderlecht | |
| Zeepaardjesstraat                          |                | rue des Hippocampes                       |                                               | Sint-Jans-Molenbeek | |
| Zeepkruidhoek                              |                | clos des Saponaires                       |                                               | Anderlecht | |
| Zeepziederijstraat                         |                | rue de la Savonnerie                      |                                               | Sint-Jans-Molenbeek | |
| Zeevaartstraat                             |                | rue de la Navigation                      |                                               | Brussel (Laken) | |
| Zelfbestuursstraat                         |                | rue de l'Autonomie                        |                                               | Anderlecht | |
| Zenitstraat                                |                | rue du Zénith                             |                                               | Sint-Agatha-Berchem | |
| Zennestraat                                |                | rue de la Senne                           | Vijfhoek                                      | Brussel | |
| Zénobe Grammelaan                          |                | avenue Zénobe Gramme                      |                                               | Schaarbeek | |
| Zesellenstraat                             |                | rue des Six Aunes                         | Vijfhoek                                      | Brussel | |
| Zesjonkmansstraat                          |                | rue des Six Jeunes Hommes                 | Vijfhoek                                      | Brussel | |
| Zespenningenstraat                         |                | rue des Six Jetons                        | Vijfhoek                                      | Brussel | |
| Zevenbunderslaan                           |                | avenue des Sept Bonniers                  |                                               | Ukkel, Vorst | |
| Zevensterrenstraat                         |                | rue des Sept Étoiles                      |                                               | Sint-Agatha-Berchem | |
| Zeventien Aprilstraat                      |                | rue du Dix-sept Avril                     |                                               | Evere | |
| Zeypstraat                                 |                | rue Zeyp                                  |                                               | Ganshoren | |
| Zijdeteeltstraat                           |                | rue de la Magnanerie                      |                                               | Ukkel | |
| Zijdeweverijstraat                         |                | rue de la Soierie                         |                                               | Vorst | |
| Zijlaan                                    |                | avenue Latérale                           |                                               | Ukkel | |
| Zilverreigersstraat                        |                | rue des Aigrettes                         |                                               | Watermaal-Bosvoorde | |
| Zilverstraat                               |                | rue d'Argent                              | Vijfhoek                                      | Brussel | |
| Zinnebeeldstraat                           |                | rue du Symbole                            |                                               | Anderlecht | |
| Zinnerstraat                               |                | rue Zinner                                | Vijfhoek                                      | Brussel | |
| Zinniaplein                                |                | place des Zinnias                         |                                               | Watermaal-Bosvoorde | |
| Zinnikstraat                               |                | rue de Soignies                           | Vijfhoek                                      | Brussel | |
| Émile Zolalaan                             |                | avenue Émile Zola                         |                                               | Schaarbeek | |
| Zomerviolierstraat                         |                | rue des Quarantaines                      |                                               | Anderlecht | |
| Zondagboslaan                              |                | avenue du Bois du Dimanche                |                                               | Sint-Pieters-Woluwe | |
| Zonnebloemenstraat                         |                | rue des Tournesols                        |                                               | Anderlecht | |
| Zonnebloemlaan                             |                | avenue de l'Hélianthe                     |                                               | Ukkel | |
| Zonnegaarde                                |                | clos du Soleil                            |                                               | Sint-Pieters-Woluwe | |
| Zonnestraat                                |                | rue du Soleil                             |                                               | Sint-Joost-ten-Node, Schaarbeek | |
| Zoomlaan                                   |                | avenue de l'Orée                          |                                               | Brussel | |
| Zoutstraat                                 |                | rue du Sel                                |                                               | Anderlecht | |
| Zuiderkruislaan                            |                | avenue de la Croix du Sud                 |                                               | Sint-Lambrechts-Woluwe | |
| Zuidlaan                                   |                | boulevard du Midi                         | Vijfhoek                                      | Brussel | |
| Zuidstraat                                 |                | rue du Midi                               | Vijfhoek                                      | Brussel | |
| Zuinigheidsstraat                          | Rattestroet    | rue de l’Économie                         | Vijfhoek (Marollen)                           | Brussel | ook Spaarzaamheidsstraat |
| Zuunstraat                                 |                | rue de Zuen                               |                                               | Anderlecht | |
| Michel Zwaabstraat                         |                | rue Michel Zwaab                          |                                               | Sint-Jans-Molenbeek | |
| Zwaardstraat                               |                | rue de l'Épée                             | Vijfhoek (Marollen)                           | Brussel | |
| Zwaluwenstraat                             |                | rue des Hirondelles                       | Vijfhoek                                      | Brussel | |
| Zwarte Dennenlaan                          |                | avenue des Pins Noirs                     |                                               | Sint-Pieters-Woluwe | |
| Zwarte Lievevrouwstraat                    |                | rue de la Vierge Noire                    | Vijfhoek                                      | Brussel | |
| Zwarte Vijversplein                        |                | place des Étangs Noirs                    |                                               | Sint-Jans-Molenbeek | |
| Zwarte Vijversstraat                       |                | rue des Étangs Noirs                      |                                               | Sint-Jans-Molenbeek | |
| Zwarte Woudplein                           |                | place de la Forêt Noire                   |                                               | Evere | |
| Zwartkeeltjeslaan                          |                | avenue des Traquets                       |                                               | Oudergem, Sint-Pieters-Woluwe | |
| Zwart Paardstraat                          |                | rue du Cheval Noir                        |                                               | Sint-Jans-Molenbeek | |
| Zwedenstraat                               |                | rue de Suède                              |                                               | Sint-Gillis | |
| Zweefvliegtuigstraat                       |                | rue du Planeur                            |                                               | Brussel (Haren) | |
| Zwitserlandstraat                          |                | rue de Suisse                             |                                               | Sint-Gillis | |